# Sfax
Pour les articles homonymes, voir Sfax (homonymie).
Sfax (arabe : صفاقس  /sˤfeːqəs/), deuxième ville et centre économique de Tunisie, est une ville portuaire de l'est du pays située à environ 270 kilomètres de Tunis. Riche de ses industries et de son port, la ville joue un rôle économique de premier plan avec l'exportation de l'huile d'olive et du poisson frais ou congelé. Sfax est une cité d'affaires et compte certains sites à vocation touristique, tels que la médina, Thyna et ses salines, malgré la longue présence des usines de traitement du phosphate.
Sfax compte 600 000 habitants en 2019 — pour son agglomération, le Grand Sfax, d'environ 900 000 habitants — et se présente comme une agglomération très étendue (sur 220 km2, soit autant que l'agglomération du Grand Tunis, qui compte près de deux fois plus d'habitants), plate et comprise dans un tissu urbain structuré par des axes de communication en toile d'araignée. Elle est bordée à l'est par la mer Méditerranée et l'amorce du golfe de Gabès.

## Étymologie
Les histoires diffèrent sur la dénomination de la ville de Sfax. Il existe de nombreuses théories qui abordent la question de l'origine du nom.
La première théorie courante serait que le nom de la ville aurait été attribuée en l'honneur du chef berbère Syphax, un roi numide qui vécut au IIIe siècle av. J.-C., mais rien ne prouve que cette théorie soit correcte[réf. nécessaire].
Les traditions locales voudraient que la dénomination de Sfax vient du nom du gouverneur de la ville, Sfâ. Selon la théorie, ce dernier est allé voir le sultan de Mahrès afin de solliciter son aide pour bâtir les remparts et protéger la ville des invasions, en lui exposant le plan sur une peau de bœuf séchant au soleil. En réponse à sa demande, le sultan a tendu une paire de ciseaux au gouverneur en lui disant : Sfâ qoçç soit « Sfâ coupe ! ».
L'origine amazigh du mot est avancée par le comte français Antoine-Auguste du Paty de Clam (1856-1929), officier, administrateur des colonies, archéologue et membre de la Société de géographie de Paris, dans son livre Fastes chronologiques de la ville de Sfaks. Selon lui, Sfaks peut se décomposer en s fa ekez, signifiant en amazigh « celui qui étend la surveillance » et dont la traduction grecque équivaut à la Taphrouria (poste de surveillance) transcrite en Taphrura, mentionnée par plusieurs auteurs antiques comme Ptolémée, Pline l'Ancien et représentée sur la table de Peutinger (Taparura).

S'appuyant sur le voyageur et écrivain anglais Thomas Shaw, qui fit un voyage dans la régence de Tunis en 1732, le géographe français Élisée Reclus évoque l'hypothèse du mot fakous, concombre en dialecte tunisien : 
« Un des légumes que l'on cultive le plus dans les jardins de Sfakès est le concombre ou fakous, mot d'où l'on a voulu dériver le nom de la ville : d'après Shaw [Thomas Shaw ], Sfakès serait la cité des concombres,. »

## Géographie

### Situation
La ville de Sfax est située au Centre-Est de la Tunisie, sur le rivage de la mer Méditerranée.
Son territoire est délimité par Agareb à l'Ouest, Menzel Chaker au Nord, Sakiet Ezzit et Sakiet Eddaïer à l'Est.
|        | Menzel Chaker    |                             |
| Agareb | Sfax             | Sakiet Ezzit Sakiet Eddaïer |
|        | Mer Méditerranée |                             |

### Climat
| Mois                                | jan. | fév. | mars | avril | mai  | juin | jui. | août | sep. | oct. | nov. | déc. | année |
| ----------------------------------- | ---- | ---- | ---- | ----- | ---- | ---- | ---- | ---- | ---- | ---- | ---- | ---- | ----- |
| Température minimale moyenne (°C)   | 5,8  | 6,5  | 8,4  | 11    | 14,4 | 17,8 | 19,9 | 21,1 | 19,8 | 16,1 | 10,6 | 6,7  | 13,18 |
| Température moyenne (°C)            | 2,2  | 3,2  | 5,7  | 8,8   | 12,9 | 16   | 17,5 | 17,4 | 14,7 | 10,8 | 5,8  | 3,1  | 9,84  |
| Température maximale moyenne (°C)   | 16,7 | 18   | 19,5 | 21,8  | 25,4 | 28,9 | 32   | 32,2 | 29,8 | 26   | 21,4 | 17,6 | 24,11 |
| Précipitations (mm)                 | 23   | 19   | 23   | 18    | 9    | 4    | 1    | 5    | 25   | 57   | 21   | 29   | 234   |
| Nombre de jours avec précipitations | 6    | 6    | 6    | 5     | 4    | 2    | 1    | 1    | 4    | 6    | 4    | 5    | 50    |

| Diagramme climatique                                  |         |           |          |           |           |         |           |            |          |            |           |
| J                                                     | F       | M         | A        | M         | J         | J       | A         | S          | O        | N          | D         |
| 16,75,823                                             | 186,519 | 19,58,423 | 21,81118 | 25,414,49 | 28,917,84 | 3219,91 | 32,221,15 | 29,819,825 | 2616,157 | 21,410,621 | 17,66,729 |
| Moyennes : • Temp. maxi et mini °C • Précipitation mm |         |           |          |           |           |         |           |            |          |            |           |

Le climat semi-aride, l'importante circulation automobile et le contexte du relief et des vents aggrave de manière différenciée la pollution de l'air dans l'agglomération.

## Histoire

### Dynasties musulmanes
Sfax, ancienne Taparura romaine, est rebâtie par les Aghlabides au IXe siècle à partir des matériaux de la ville romaine située à environ trois kilomètres. Ils construisent les remparts qui donnent à la médina sa configuration actuelle.
La cité doit résister aux Hilaliens venus d'Égypte en 1057 et, de 1095 à 1099, elle constitue un petit émirat indépendant. Elle passe, comme la plupart des villes côtières, sous la domination du roi normand Roger II de Sicile en 1148, avant d'être réintégrée à la sphère musulmane par les Almohades d'Abd al-Mumin en 1159 ; ceci fait suite à trois ans d'une révolte amorcée par Omar, avec notamment le massacre des chrétiens de la cité le 25 février 1156.

### Protectorat français

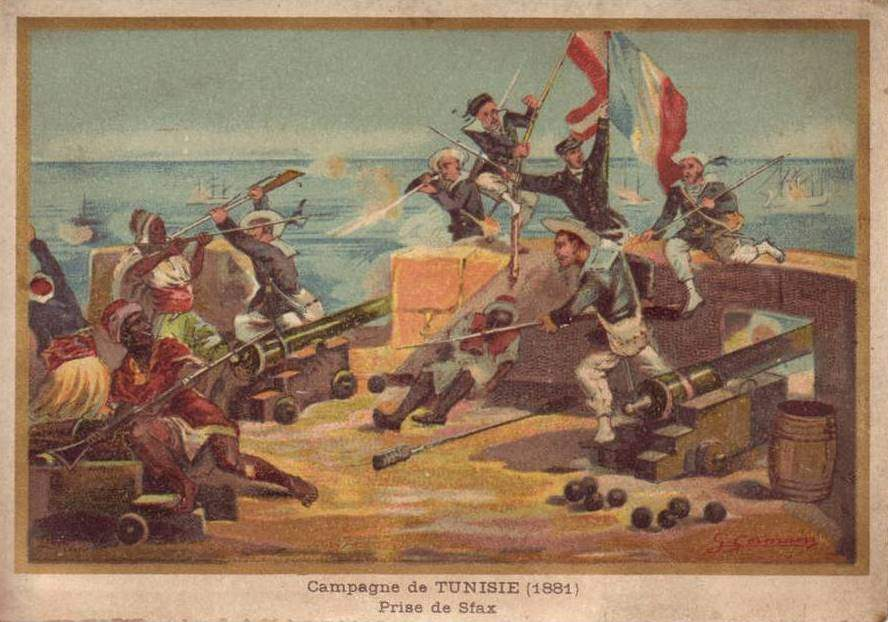
Représentation de la prise de Sfax en 1881 par Édouard Detaille.

Sfax connaît l'insurrection menée par Ali Ben Ghedhahem en 1864 et celle de 1881 pour refuser le protectorat français. Les troupes françaises la bombardent alors pour en venir à bout.
Sfax est la ville où s'illustrent deux grands militants de l'indépendance nationale assassinés par l'organisation terroriste coloniale de la Main rouge : le syndicaliste Farhat Hached (natif de l'archipel des Kerkennah) qui est abattu le 5 décembre 1952 et le responsable destourien Hédi Chaker qui est tué le 13 septembre 1953.
Durant la Seconde Guerre mondiale, elle est également bombardée par les Alliés pendant la campagne de Tunisie alors qu'elle est occupée par les troupes de l'Axe en 1942-1943.

Plans de la ville de Sfax entre 1888 et 1942
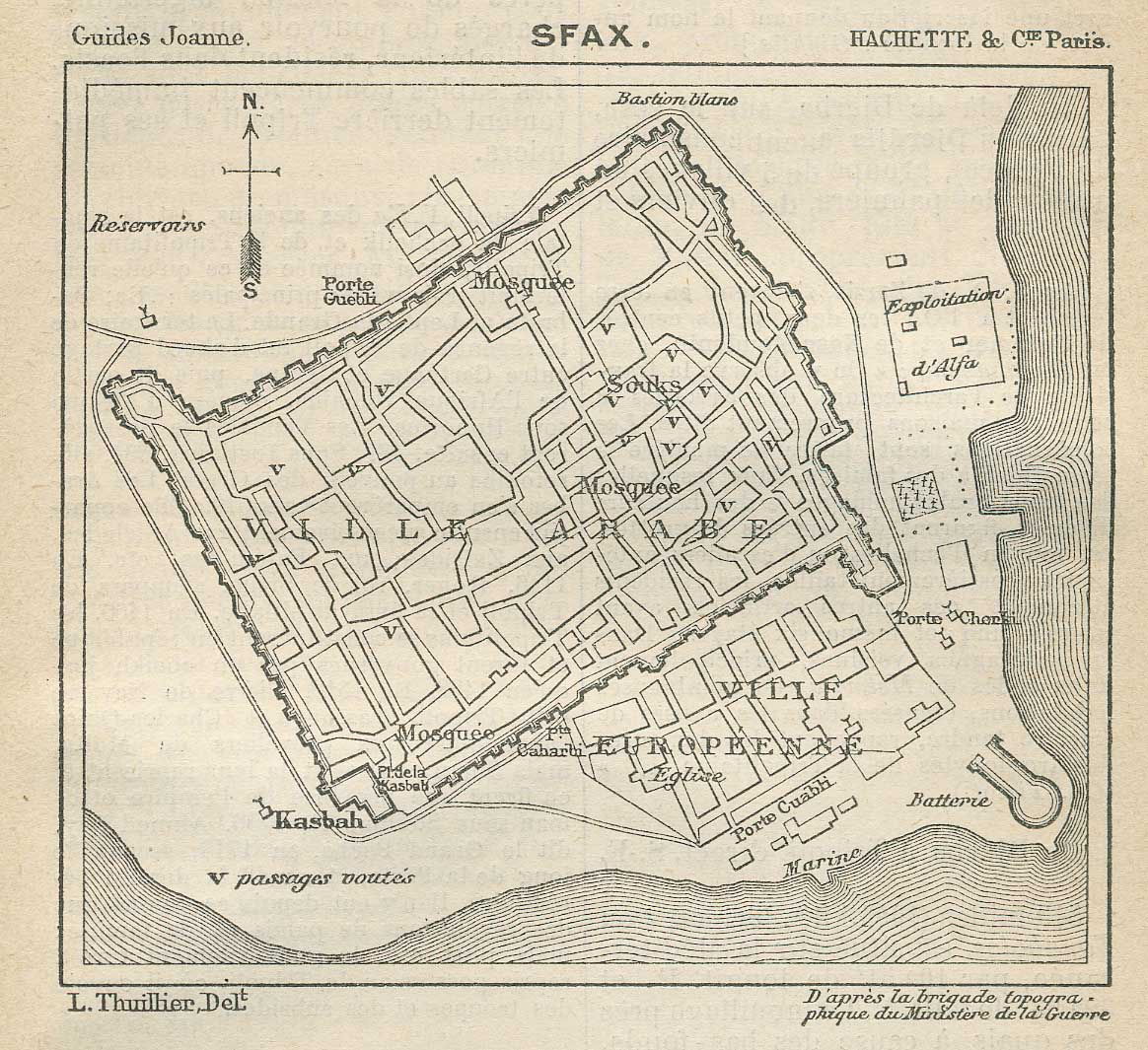
Plan de Sfax en 1888.
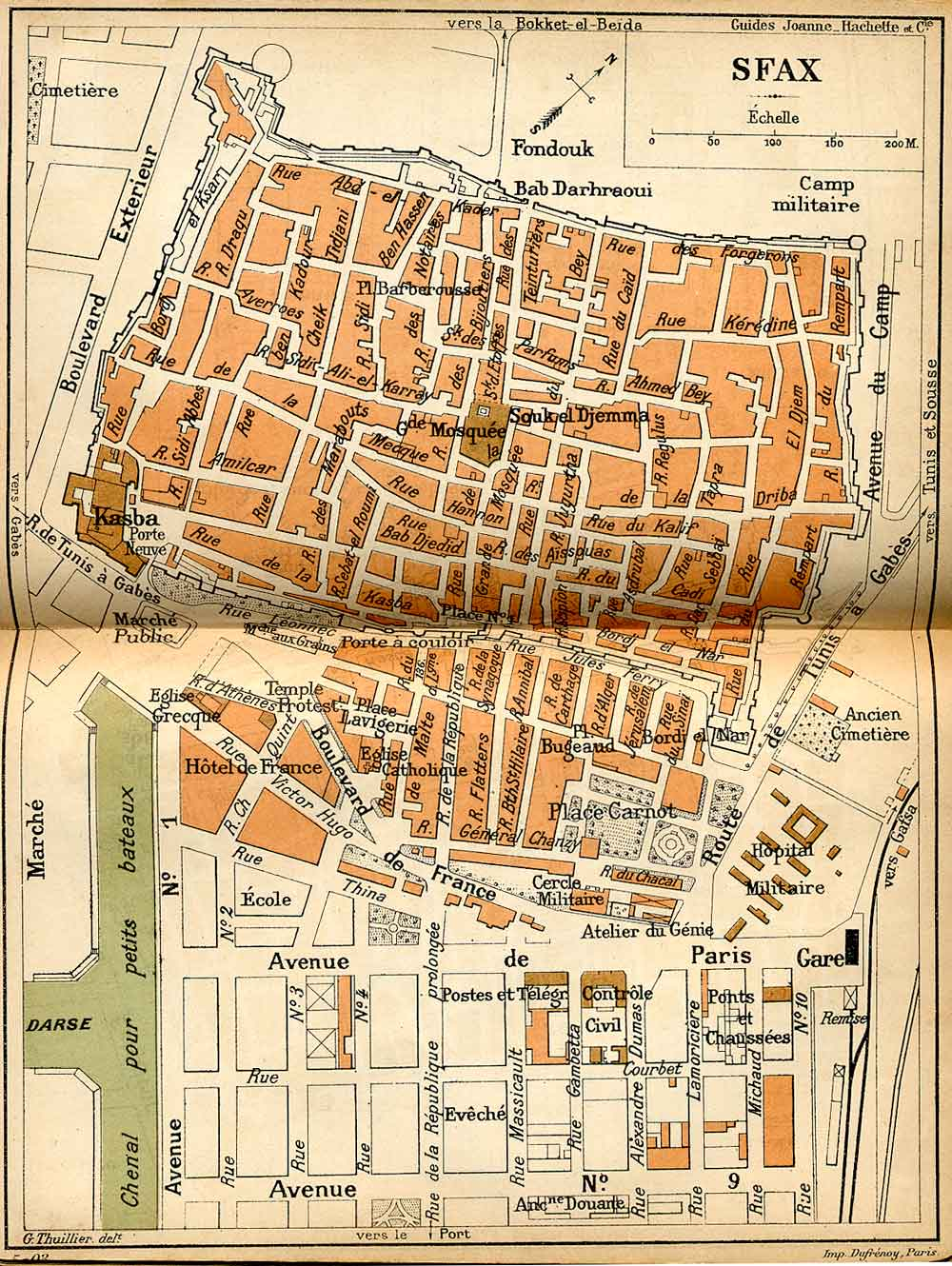
Plan de Sfax en 1903.
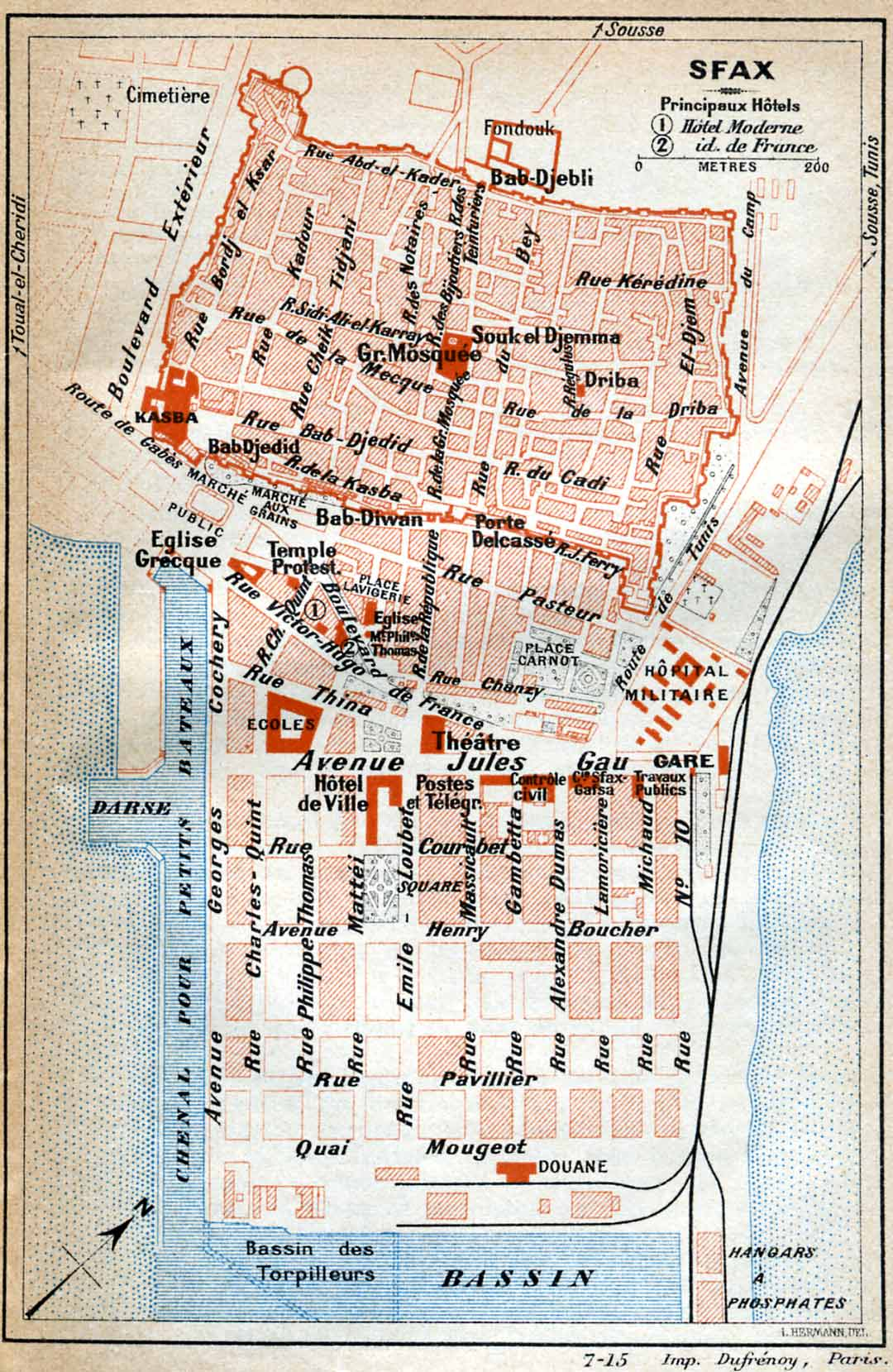
Plan de Sfax en 1916.
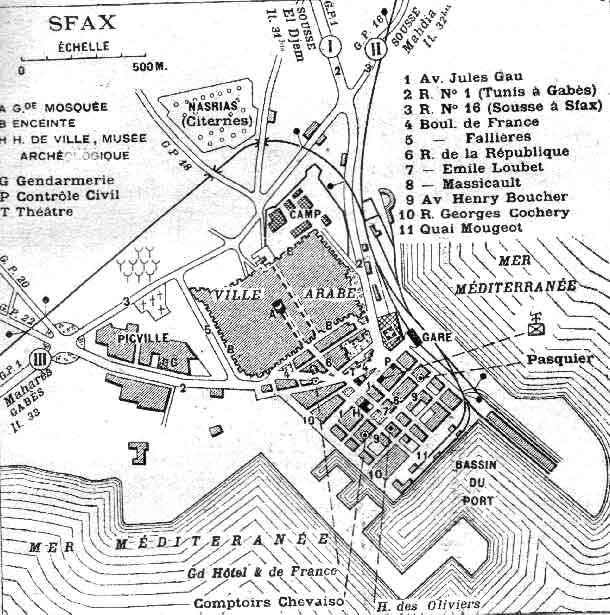
Plan de Sfax en 1928.
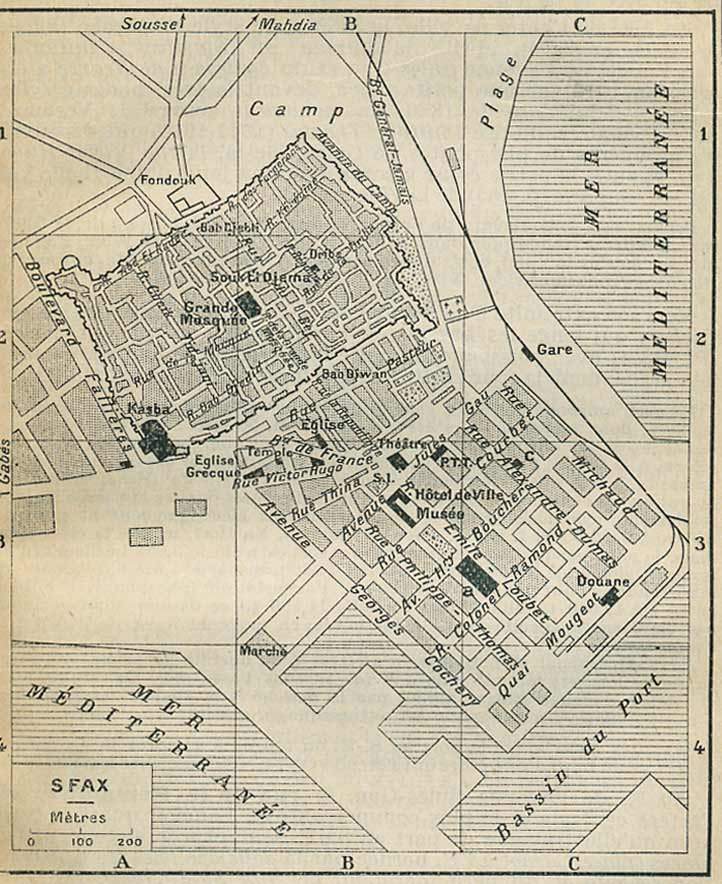
Plan de Sfax en 1937.
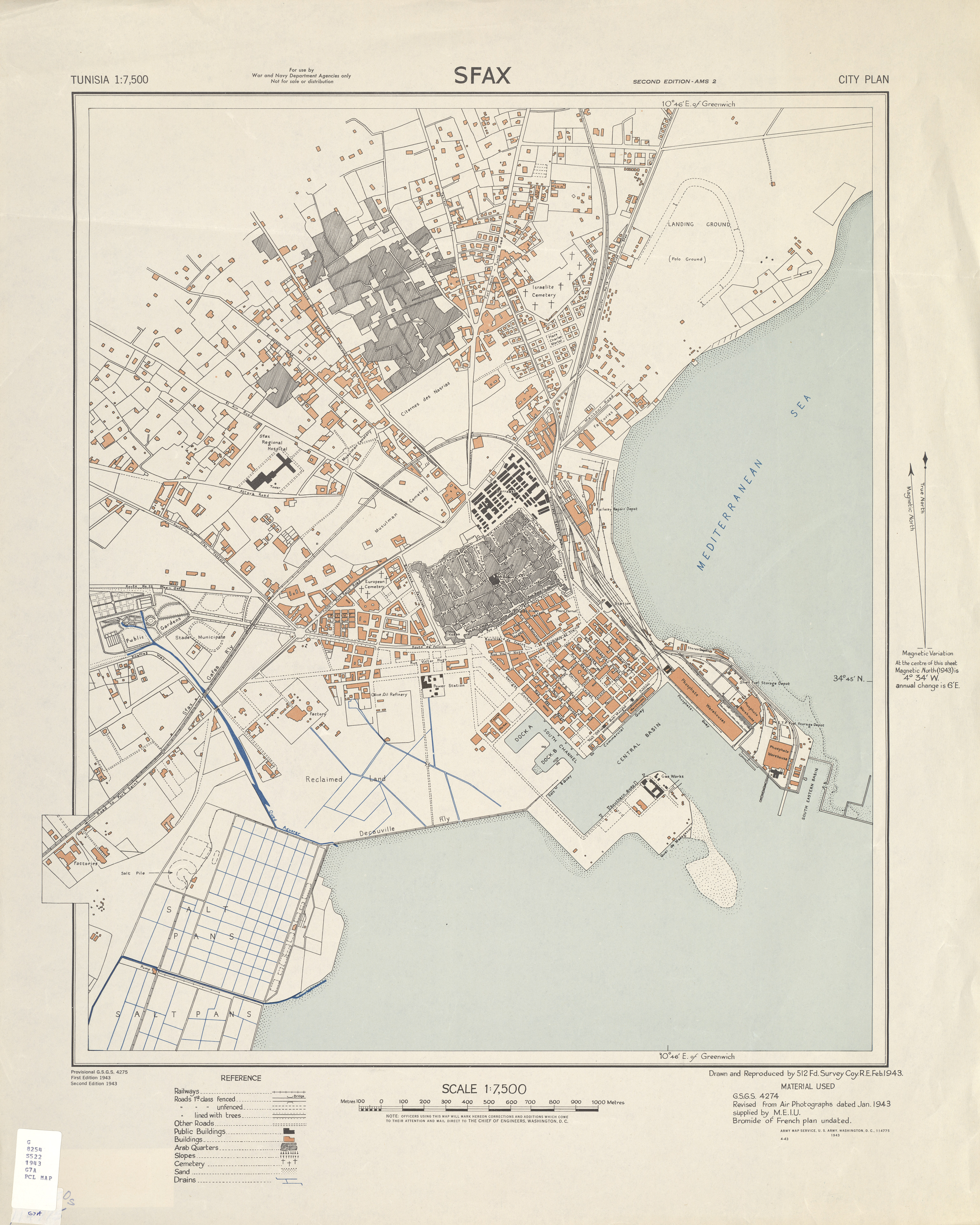
Plan de Sfax par l'Armée de terre des États-Unis en 1942.

## Démographie
En 2014, la population totale de la ville de Sfax atteint 272 801 habitants en 2014.
| Hommes | Classe d’âge | Femmes |
| ------ | ------------ | ------ |
| 11,78  | 60 et +      | 12,74  |
| 12,13  | 50-59        | 11,48  |
| 13,39  | 40-49        | 13,49  |
| 15,03  | 30-39        | 16,02  |
| 17,43  | 20-29        | 17,49  |
| 7,49   | 15-19        | 7,04   |
| 6,87   | 10-14        | 6,54   |
| 7,45   | 5-9          | 6,95   |
| 8,6    | 0-4          | 8,14   |

## Architecture et urbanisme

### Centre

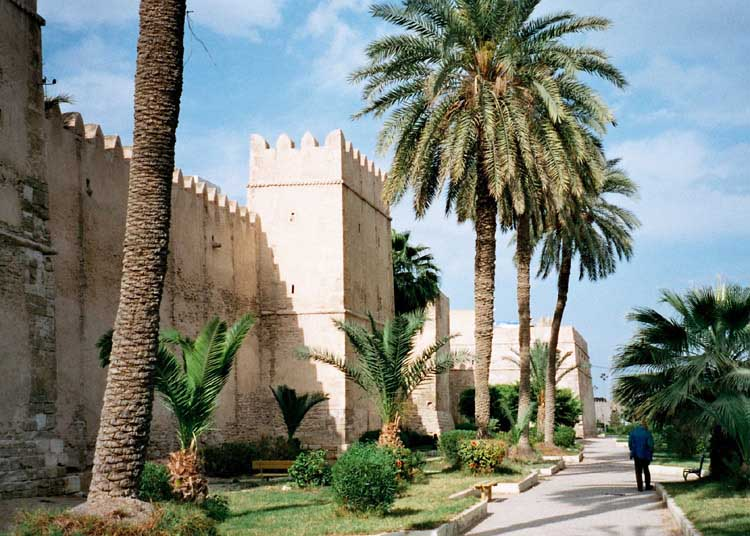
Enceinte de la médina.

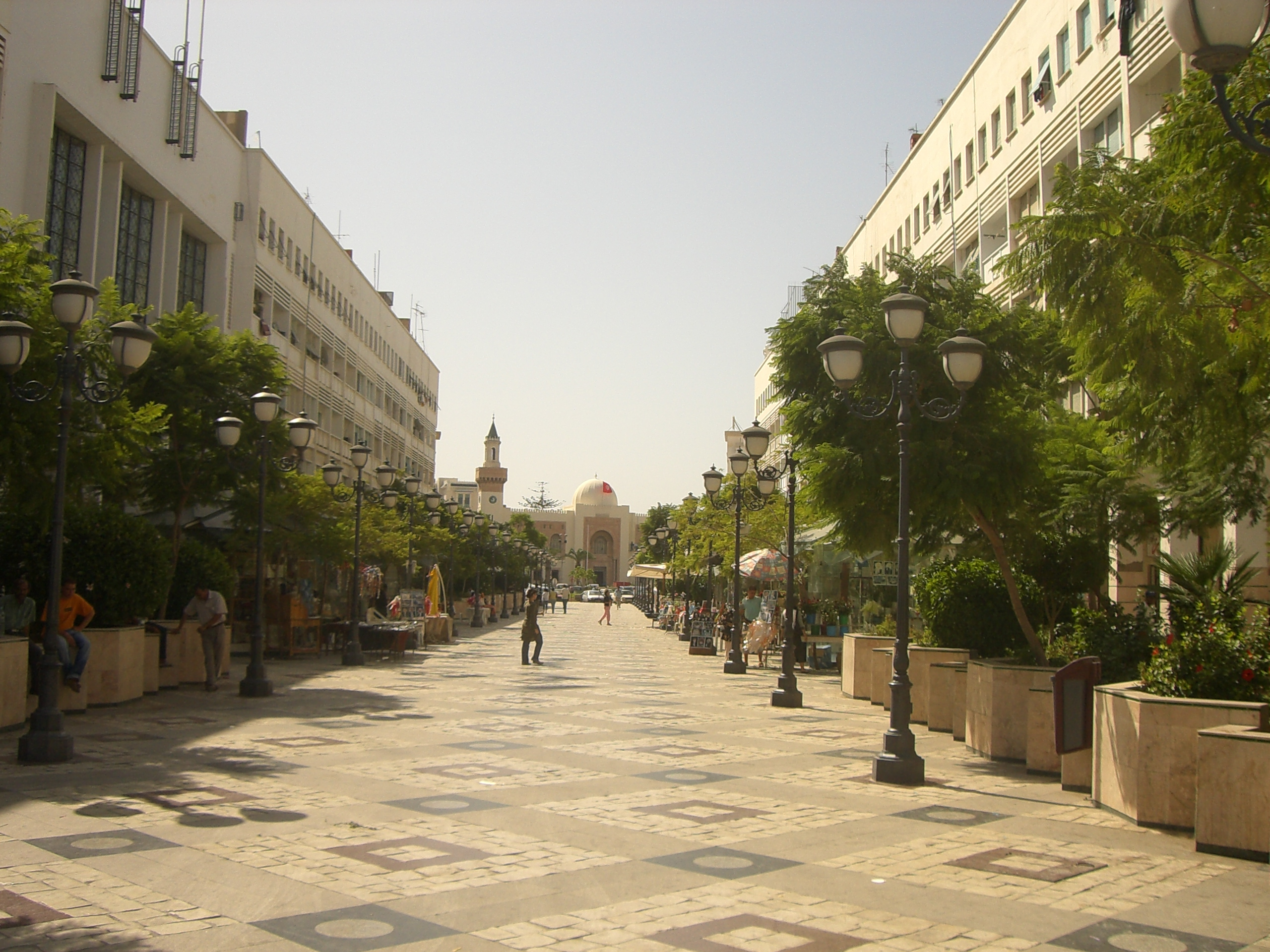
Rue Hédi-Chaker dans le centre de Sfax.

Le noyau central de l'agglomération est formé d'une médina cernée de remparts (sour ou assour, au pluriel aswar) et d'une ville moderne, née sous le protectorat français de Tunisie, et incluant l'hôtel de ville et la gare. Les quartiers de bureaux sont prolongés par un vaste ensemble portuaire actif depuis 1897 (port de commerce, de pêche et de passagers). En 1984 est entreprise une vaste opération de rénovation d'une partie de la ville moderne avec l'aménagement du quartier de Sfax El Jadida (nouvelle Sfax). Il s'agit auparavant d'un espace en friche de cimetières désaffectés. Par ailleurs, la médina est devenue un espace où l'on habite de moins en moins et qui se spécialise dans la production économique (on parle alors de « soukalisation »). Les habitants l'ont quittée à la recherche de logements plus grands. Ainsi, cet espace ne compte plus que 3 812 habitants en 1998 contre 10 668 en 1956.
Le gouvernement tunisien la propose le 17 février 2012 pour un futur classement sur la liste du patrimoine mondial de l'Unesco. Jusqu'aux années 1970, l'agglomération dépasse à peine la ville de Sfax avec les noyaux urbains de Sakiet Ezzit et de Sakiet Eddaïer qui sont alors de petites villes constituées autour d'activités de transformation agricole (trituration des olives et huileries). Le quartier de Picville doit lui son nom à Paul Pic, habitant de Sfax depuis 1868, qui planta un vignoble d'une superficie de 34 hectares en 1892 dans la zone du contrôle civil de Sfax. Il fut par ailleurs président de la Chambre mixte de commerce et d'agriculture du sud de la Tunisie en 1897. Ce quartier est situé à l'ouest de la médina et s'étend jusqu'à un jardin public. Dès le début de son urbanisation, on y construit de petits immeubles d'un ou deux étages avec terrasses, souvent attenants les uns aux autres, le long des voies de circulation qui quadrillent le quartier.

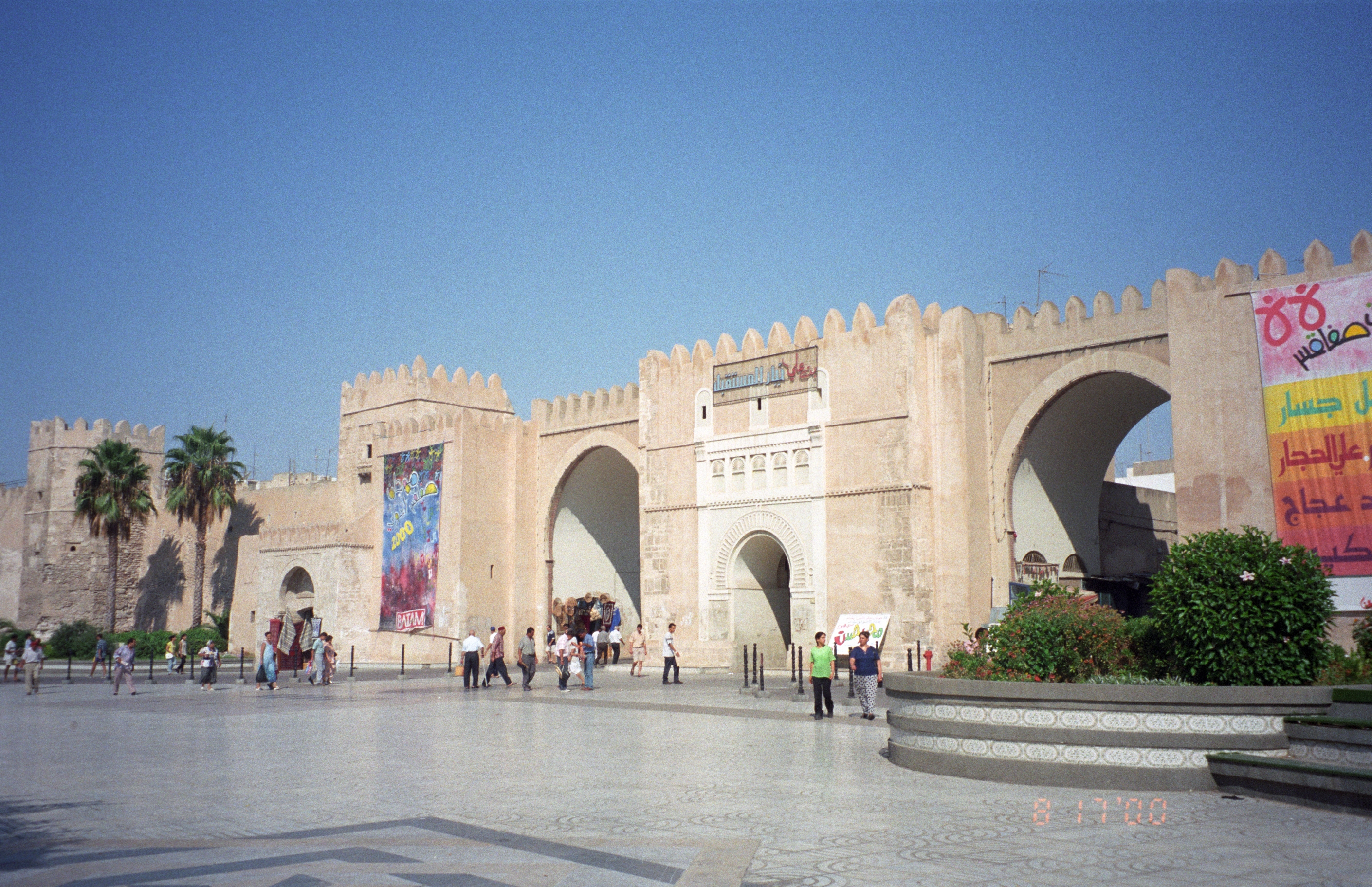
Vue de Bab Diwan qui constitue l'entrée la plus importante de la médina.
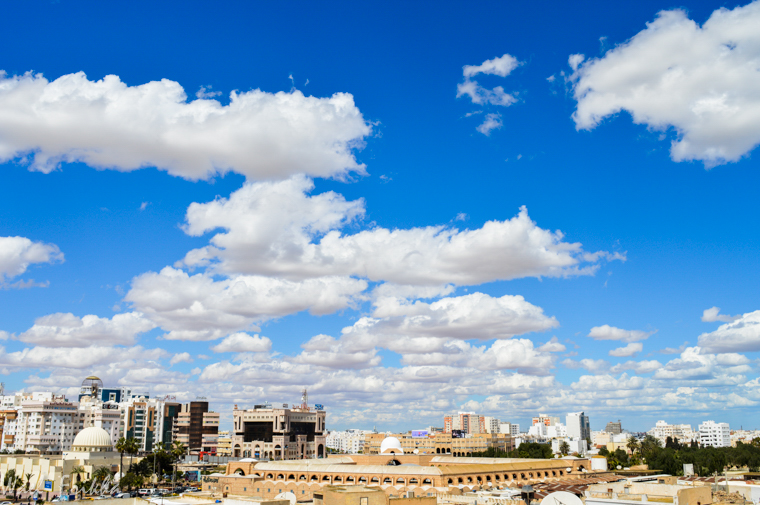
Vue de Sfax depuis la médina.
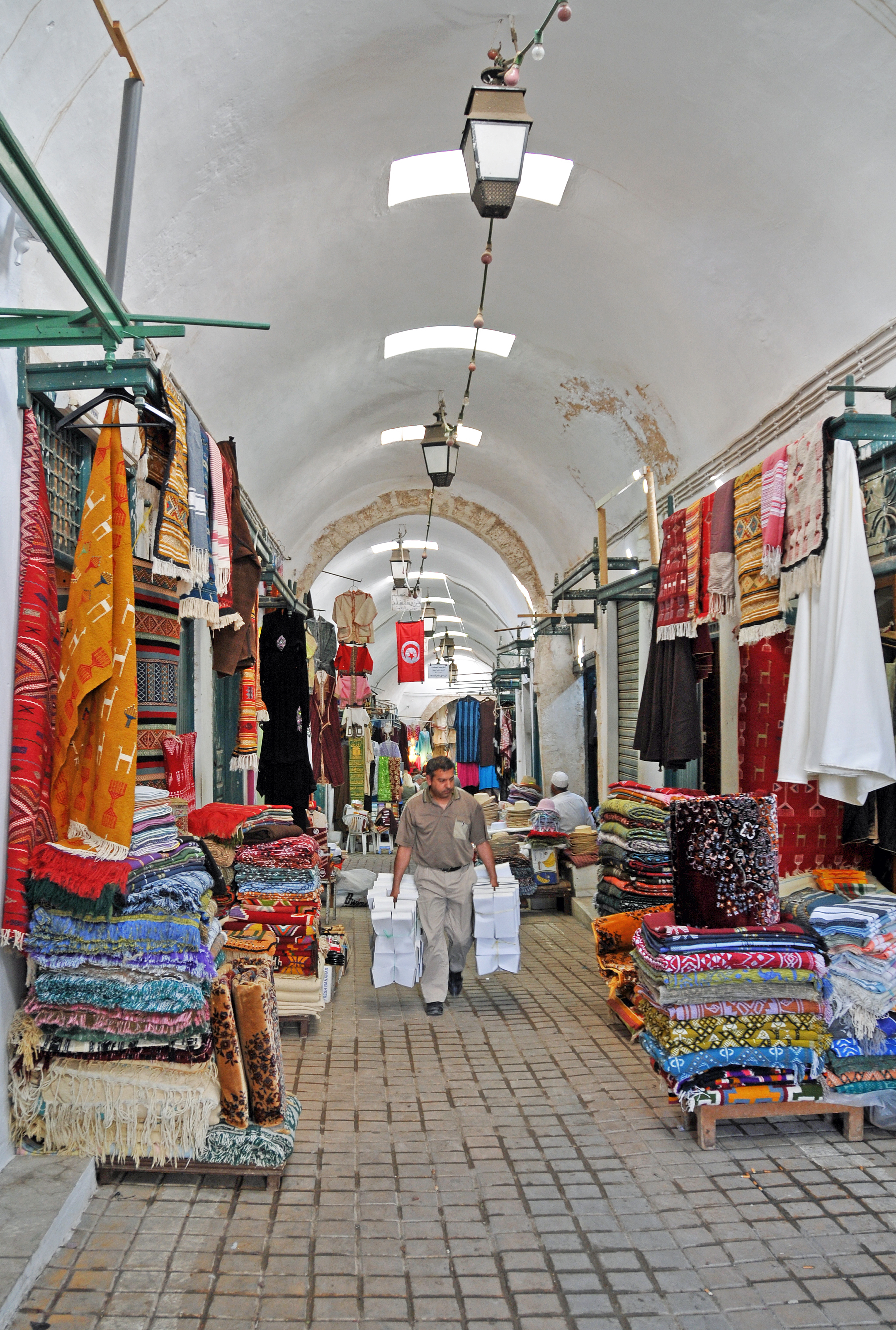
Souk Erbaa dans la médina.
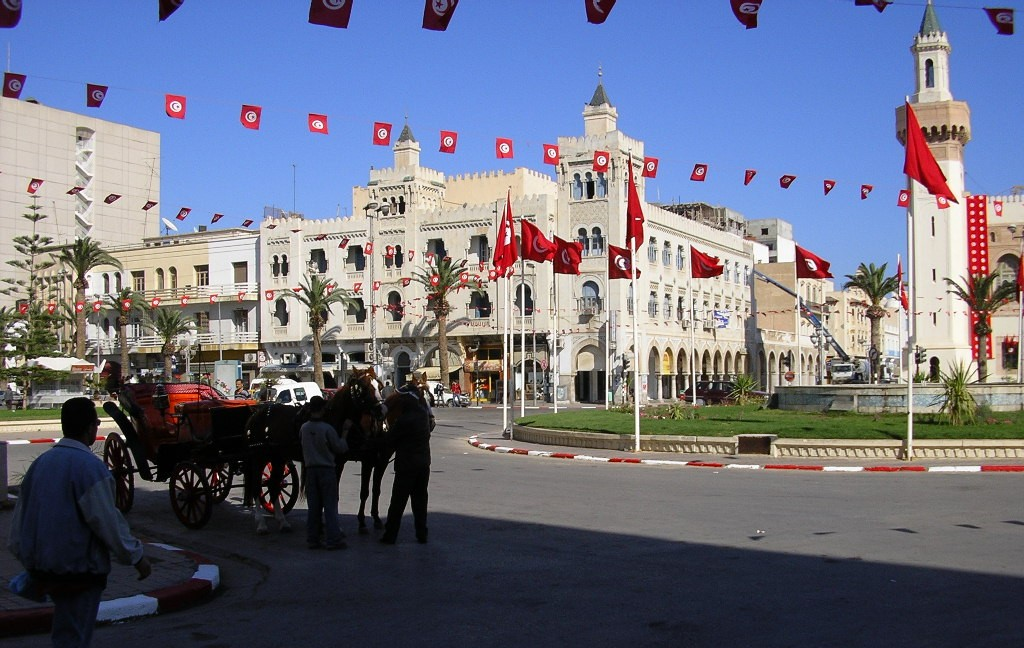
Place de la République.
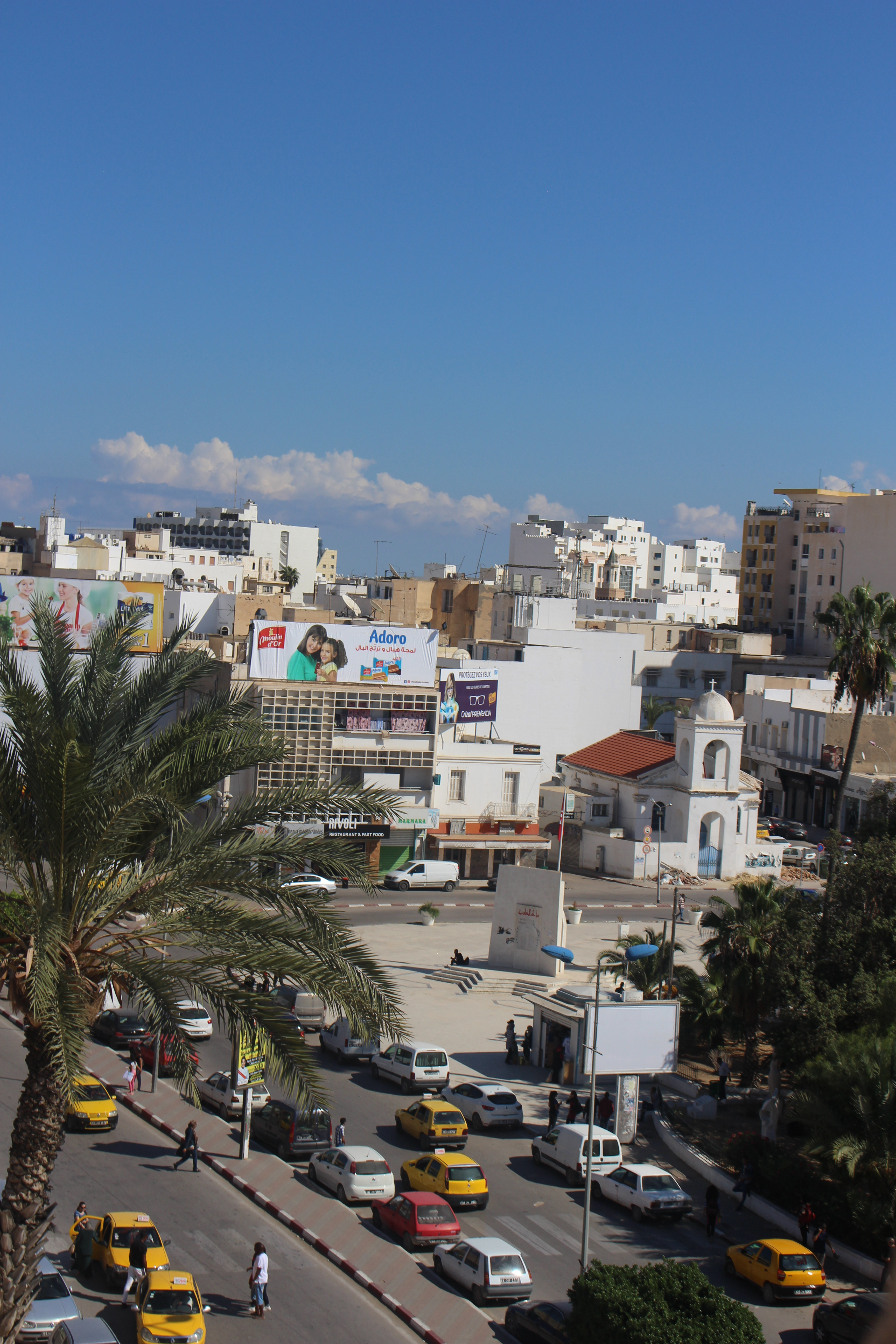
Vue du centre-ville de Sfax.

### Arrondissements
La municipalité de Sfax est composée de sept arrondissements :
- Arrondissement de la Médina ;
- Arrondissement El Bostene ;
- Arrondissement Sfax Nord ;
- Arrondissement Sidi Mansour ;
- Arrondissement Rbath ;
- Arrondissement Markez Chaker ;
- Arrondissement Cité El Habib.

### Agglomération
Sfax est une agglomération très étalée de 22 000 hectares (espace urbain sur un total de 55 000 hectares qui tient compte d'espaces agricoles interstitiels) comprenant 600 000 habitants dont 55 % pour la municipalité-centre et 45 % pour les municipalités de banlieue. Son organisation est radio-concentrique avec une municipalité-centre en demi-cercle sur la mer et une distribution des six municipalités de banlieue selon des axes radiaux (treize) avec, du nord au sud, Sakiet Eddaïer, Sakiet Ezzit, Chihia, Gremda, El Aïn et Thyna.

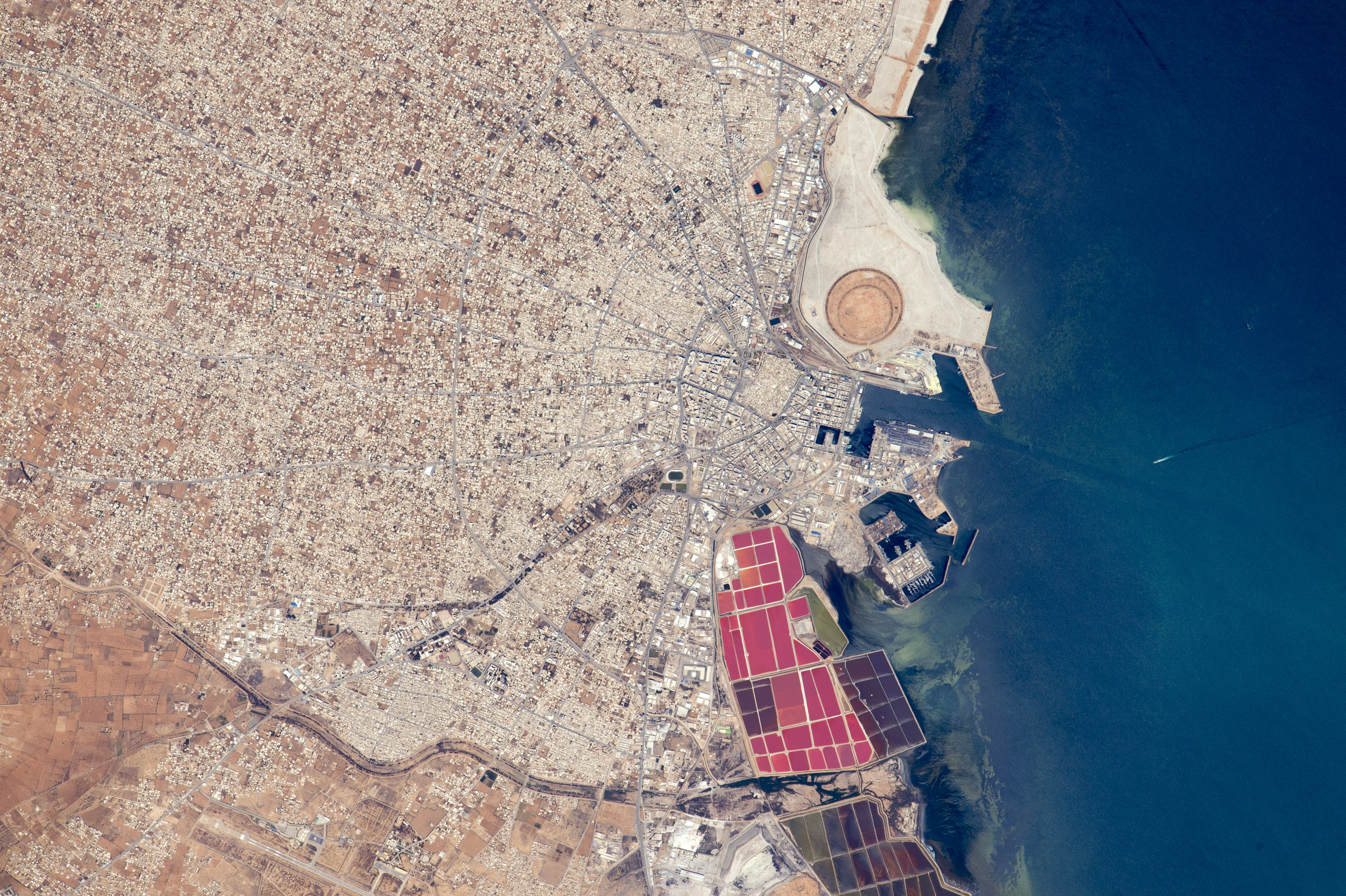
Image satellite prise par la NASA en juin 2015.

Ces banlieues ont prospéré le long des axes routiers, dépassant facilement une première couronne située à quatre kilomètres du centre (une route tangentielle sert de limite à cette première couronne : la rocade du kilomètre 4) mitant un espace agricole et d'agrément constitué de vergers (jnen). Cette urbanisation s'est faite avec une prédominance d'« habitat spontané » devant l'insuffisance des aménagements de l'État principalement en lotissements résidentiels destinés aux classes populaires. La forte croissance urbaine a reposé sur les banlieues qui ont surtout développé la fonction résidentielle, que ce soient les zones d'« habitat spontané » qui ont pris une ampleur à la mesure du sous-investissement public ou les lotissements des classes moyennes et supérieures au sud (Gremda, Chihia et Thyna). La décision de la délimitation d'un périmètre d'intervention foncière de l'État il y a quelques années sur la commune de Sakiet Ezzit, une première, témoigne du décalage entre la demande foncière de la population et la réponse étatique tardive sinon insuffisante. Il en résulte un grand étalement qui accroît le problème des déplacements dans une agglomération où les transports publics sont limités (une seule ligne ferroviaire de banlieue entre Sakiet Ezzit et Sfax) et les distances grandes entre les lieux de résidence périphériques et l'emploi central (40 % de l'emploi pour 4,4 % des logements).
Le projet de Taparura représente le plus grand projet urbain de la ville.

## Culture

### Musées

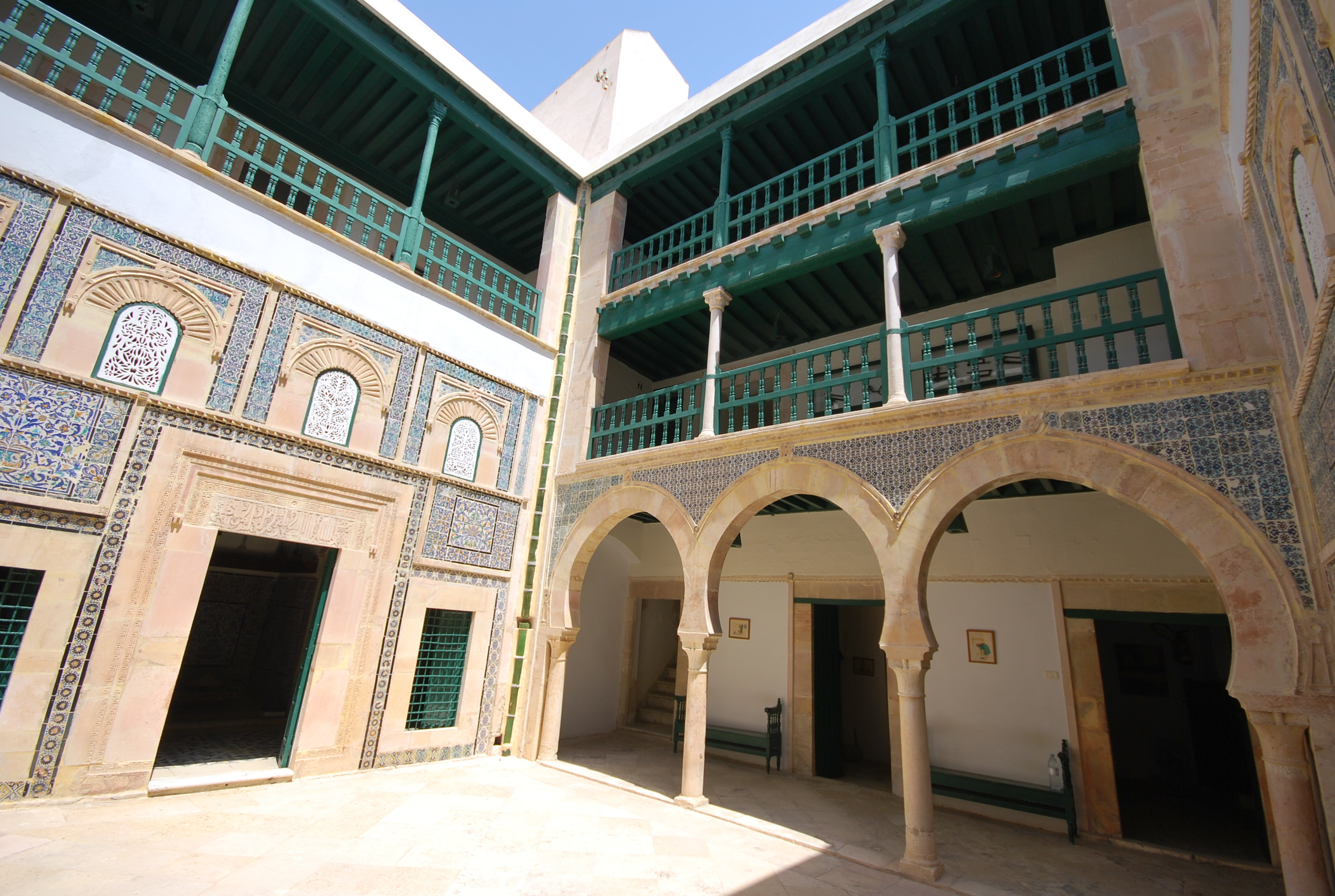
Cour du Dar Jellouli.

Le musée archéologique de Sfax comprend une collection de pièces archéologiques antiques découvertes dans la ville et sur des sites proches, notamment la cité antique de Thanae ; ses collections comprennent des pièces datant des périodes préhistoriques, romaines et islamiques. Il est situé au rez-de-chaussée du bâtiment de la municipalité et fermé pour travaux de rénovation en 2017. Quant au musée Dar Jellouli, localisé dans un palais de style andalou qui constituait avant l'indépendance une demeure du caïd local, il abrite le musée régional des arts et traditions populaires.

### Théâtre

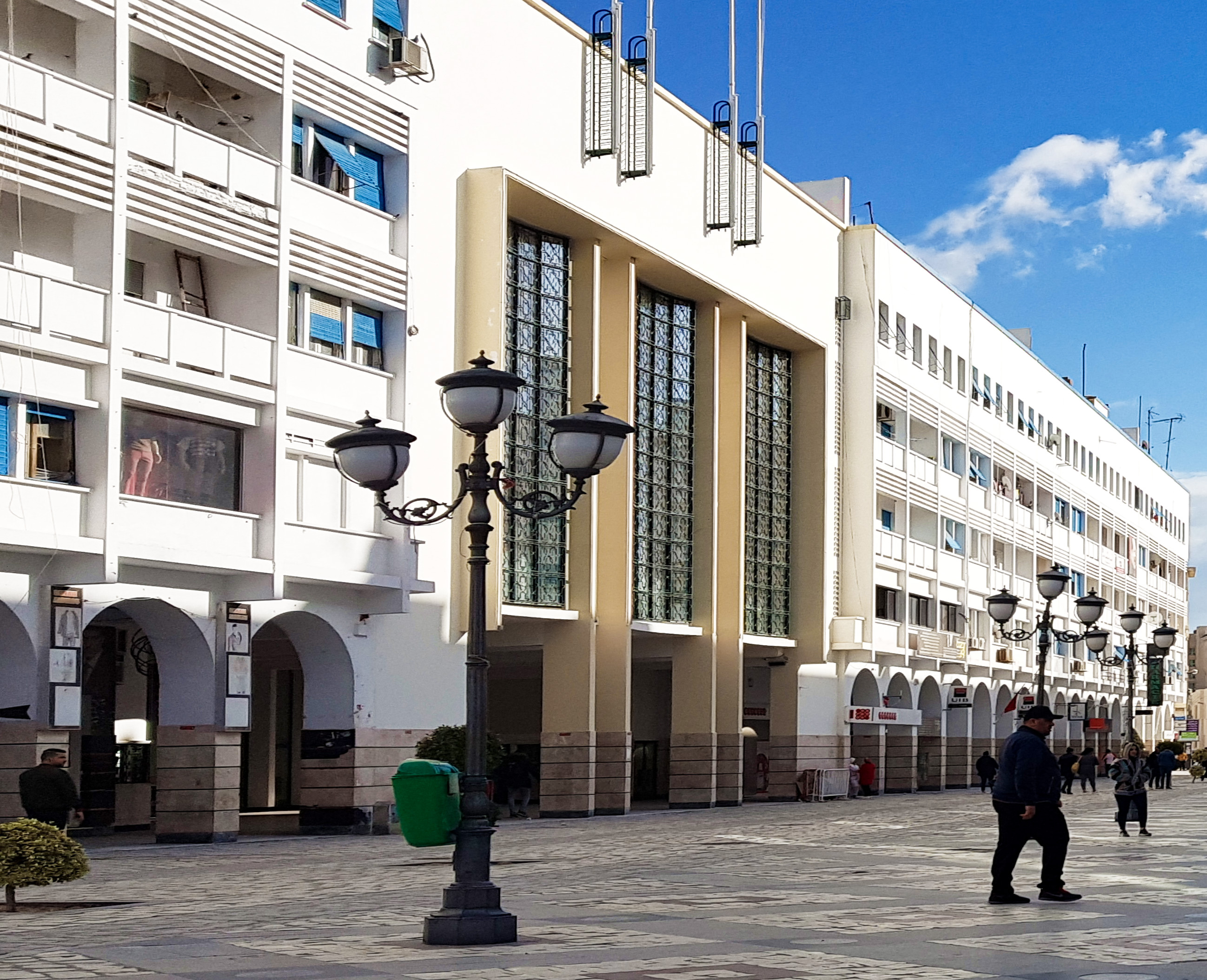
Théâtre de Sfax.

La ville possédait un théâtre municipal entre 1903 et 1942, bâtisse édifiée par l'architecte Raphaël Guy selon une architecture néo-mauresque, en cohérence avec le siège de la municipalité et le palais Ramdane, et détruite lors des bombardements que Sfax connaît lors de la campagne de Tunisie qui visent pourtant le port de commerce bien plus au sud de la ville et durant lesquels le quartier franc est totalement rasé.

### Capitale de la culture arabe
La ville est désignée capitale arabe de la culture 2016. Un évènement qui démarre le 23 juillet de la même année et qui se poursuit pendant huit mois.

### Éducation

#### Enseignement supérieur
Sfax concentre les principales institutions éducatives du sud du Sahel : l'université de Sfax est ainsi l'un des principaux centres d'enseignement universitaire du pays avec ses facultés de médecine, de gestion et de sciences, avec notamment l'Institut supérieur d'informatique et de multimédia et l'École nationale d'électronique et des télécommunications.

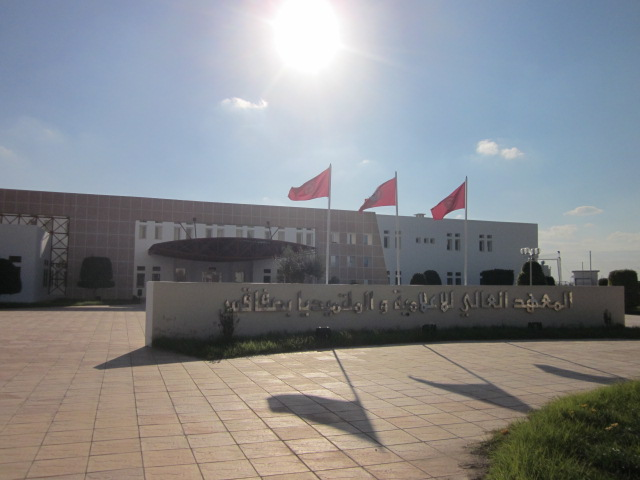
Institut supérieur d'informatique et de multimédia de Sfax.
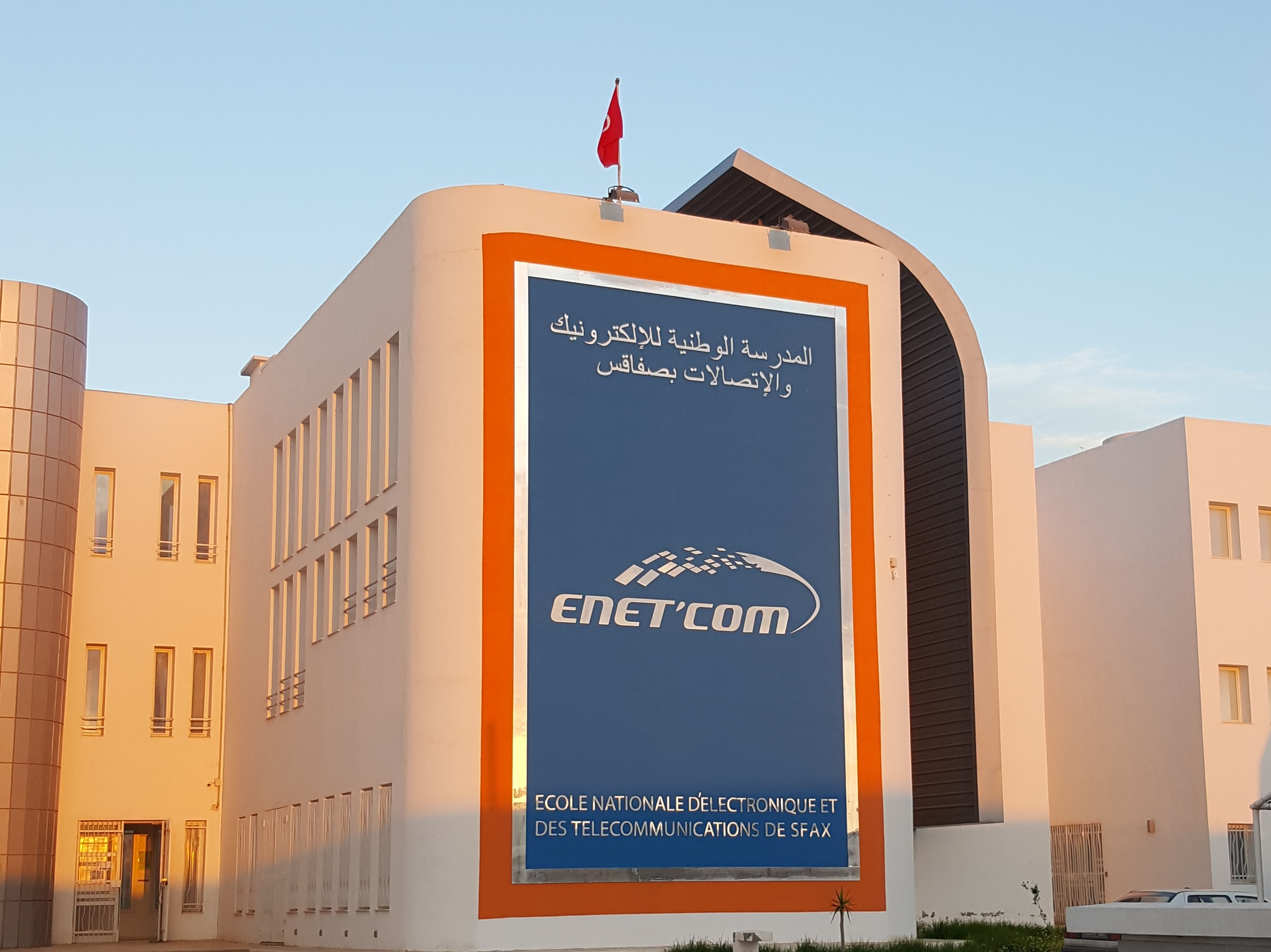
École nationale d'électronique et des télécommunications de Sfax.
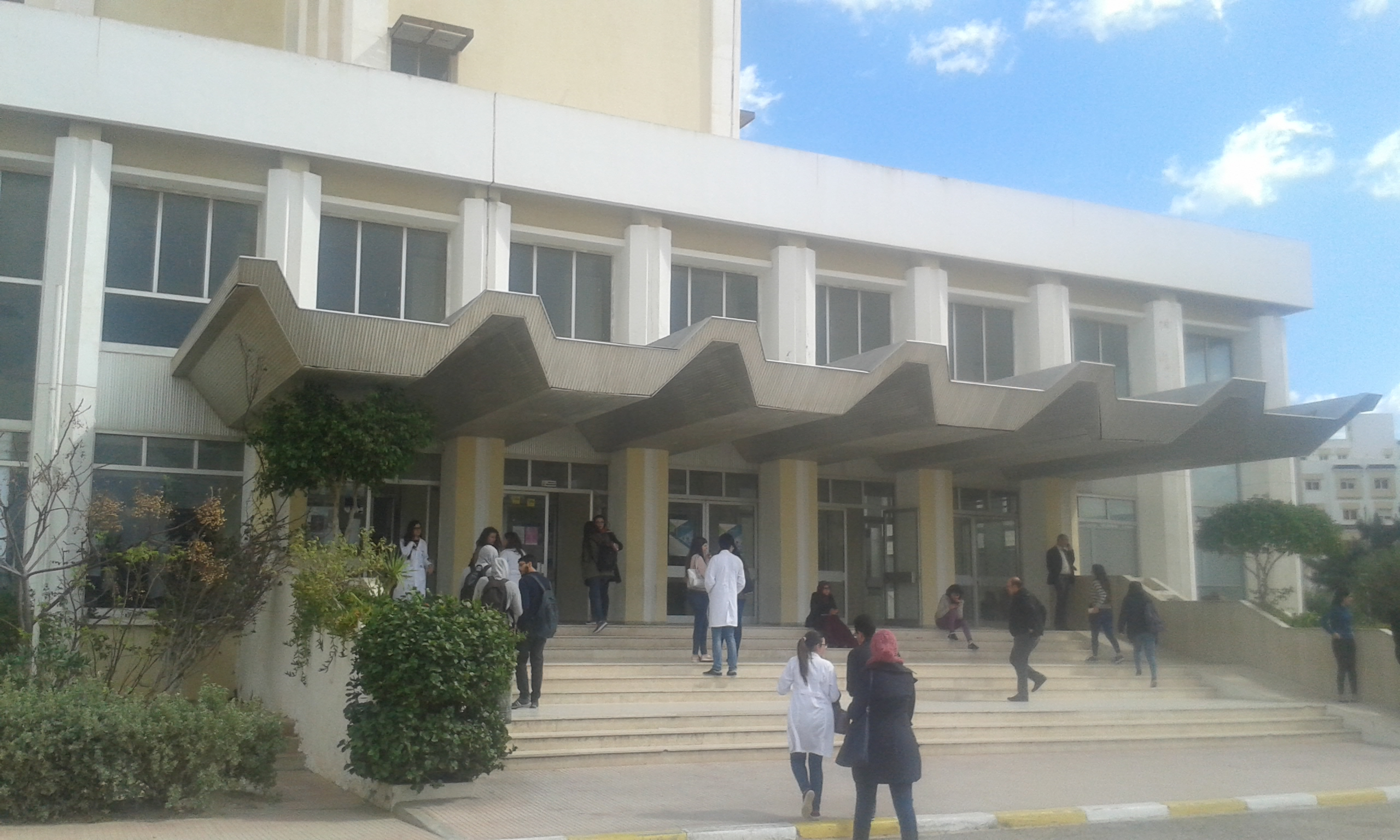
Entrée de la faculté de médecine de Sfax.

L'université nord-américaine privée fondée en 2012 se compose de deux instituts : l'Institut international technologique (école d'ingénieurs et d'architecture) et l'International School of Business.

#### Lycées et collèges

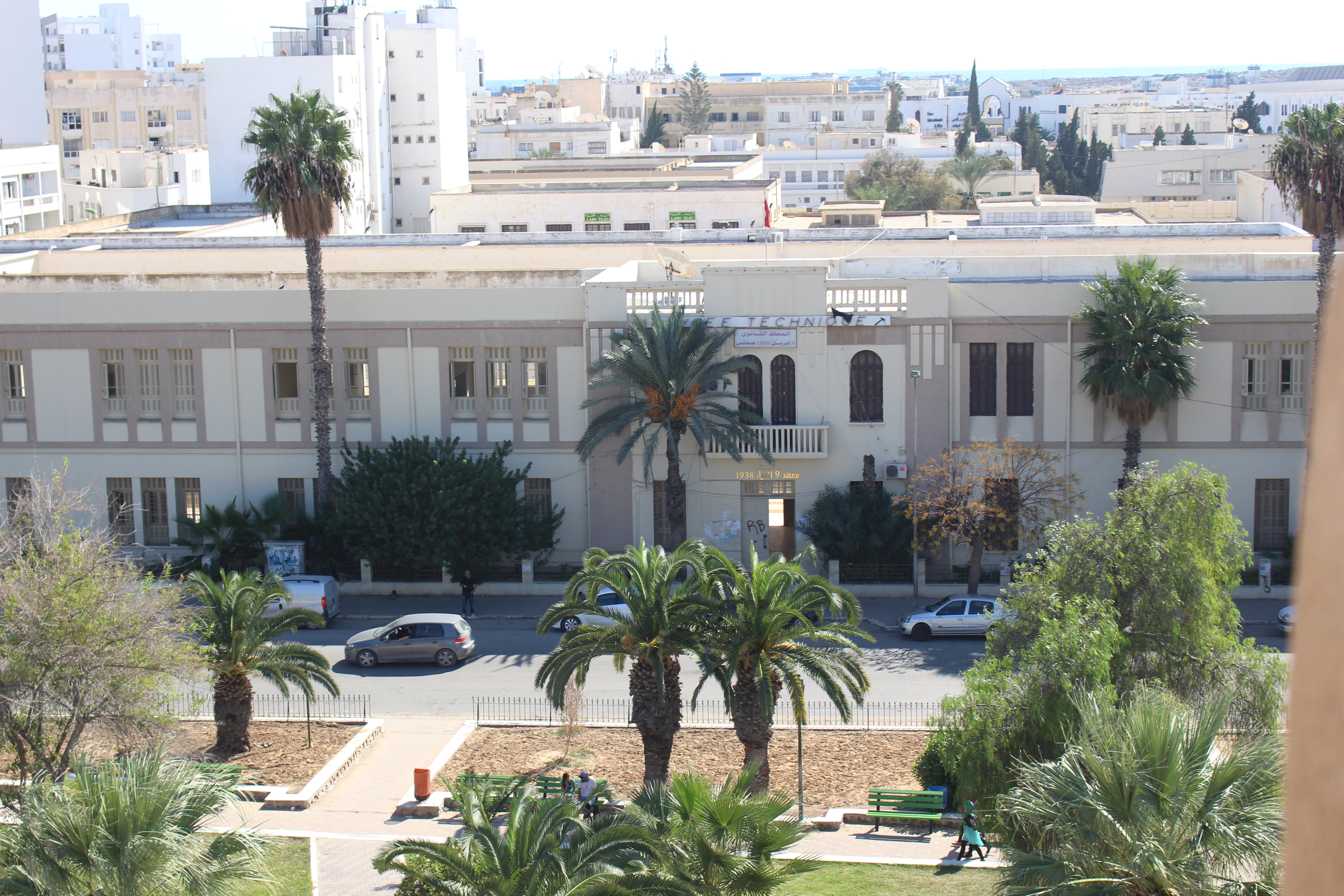
Lycée technique de Sfax.

Parmi les lycées les plus connus de la cité figure le lycée pilote de Sfax, le lycée Hédi-Chaker (anciennement lycée de garçons), le lycée 15-Novembre 1955 (aussi appelé El Hay), le lycée 20-Mars 1956 ou encore le lycée Habib Maazoun. En 2007, le collège pilote de Sfax a ouvert ses portes. On compte aussi une bibliothèque au centre-ville ainsi qu'un espace culturel français situé près de la gare.

#### Base aérienne
Par ailleurs, aux alentours de la ville, une base aérienne fondée dans les années 1980 abrite depuis 1993 l'École des spécialités aériennes, d'une capacité d'accueil de 600 étudiants, et un laboratoire d'étalonnage, le premier du pays.

### Gastronomie
Parmi les plats typiquement sfaxiens, on trouve les poissons et gambas, cuisinés ou grillés, le couscous au poisson, la charmoula (sauce qui accompagne le poisson salé, à base de raisins secs, oignons, huile d'olive et épices) et le bezine (sorte de crème que l'on obtient à la suite d'une longue préparation qui consiste à extraire l'amidon présent dans la semoule) que l'on consomme le jour de l'Aïd el-Fitr.
La ville est aussi connue pour sa pâtisserie fine : des petits gâteaux à base de pâte d'amande, de noisettes ou de pistaches, parfumés à l'eau de rose et au miel. On y dénombre de nombreuses enseignes spécialisées.

### Maison de France

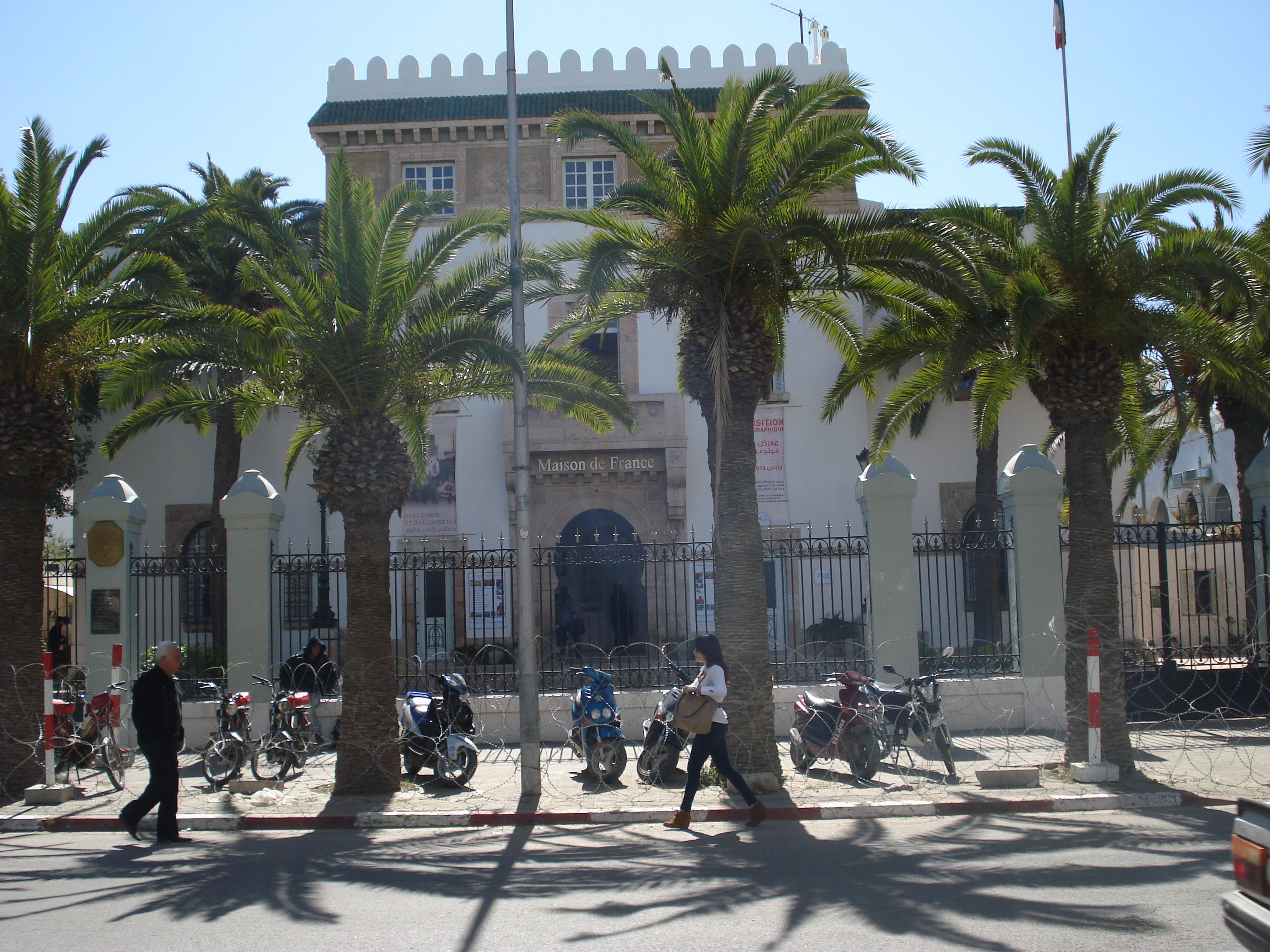
Maison de France.

L'Institut français de Sfax, communément connu sous le nom de « Maison de France », est un espace inauguré le 16 juin 2006 dont le but est de soutenir et d'encadrer des activités de la société civile.
Il accueille plus de 40 000 visiteurs par an, et organise plus de cinquante événements culturels. Il abrite aussi une bibliothèque qui met à disposition du public plus de 20 000 titres.

### Festivals et événements
La ville de Sfax organise le Festival international de Sfax, une manifestation estivale qui accueille des artistes de divers pays.

### Dialecte
La langue parlée au sein de l'agglomération est l'arabe, plus précisément l'arabe tunisien, avec une variante dialectale locale.

## Politique et administration

### Listes des maires

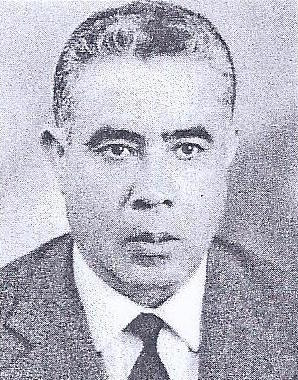
Sadok Ghermazi, maire entre 1966 et 1975.

| Maire                    | Parti    | Début de mandat | Fin de mandat |
| ------------------------ | -------- | --------------- | ------------- |
| Abdelatif Chaker         |          | 1956            | 1957          |
| Mohamed Makni            |          | 1957            | 1960          |
| Abdelmajid Chaker        |          | 1960            | 1966          |
| Sadok Guermazi           |          | 1966            | 1975          |
| Tijani Makni             |          | 1975            | 1980          |
| Ahmed Bellassoued        |          | 1980            | 1985          |
| Ahmed Zeghal             |          | 1985            | 1990          |
| Mohamed Chaker           |          | 1990            | 1995          |
| Mohamed El Hadj Tayeb    |          | 2000            | 2010          |
| Moncef Abdelhedi         |          | 2010            | 2011          |
| Mohamed Najib Abdelmoula |          | 2011            | 2012          |
| Mabrouk Kessentini       |          | 2012            | 2017          |
| Imed Sebri               |          | 2017            | 2018          |
| Hamza Dhahri             |          | 2018            | 2018          |
| Mounir Elloumi           | Ennahdha | 2018            | en cours      |

### Élections municipales de 2018
| Ville | Ennahdha | Nidaa Tounes | Courant démocrate | Front populaire | Autres partis | Listes indépendantes | Total | Maire élu      |
| ----- | -------- | ------------ | ----------------- | --------------- | ------------- | -------------------- | ----- | -------------- |
| Ville |          |              |                   |                 |               |                      | Total | Maire élu      |
| Sfax  | 14       | 7            | 8                 | 2               | 9             | 2                    | 42    | Mounir Elloumi |

### Maillage administratif

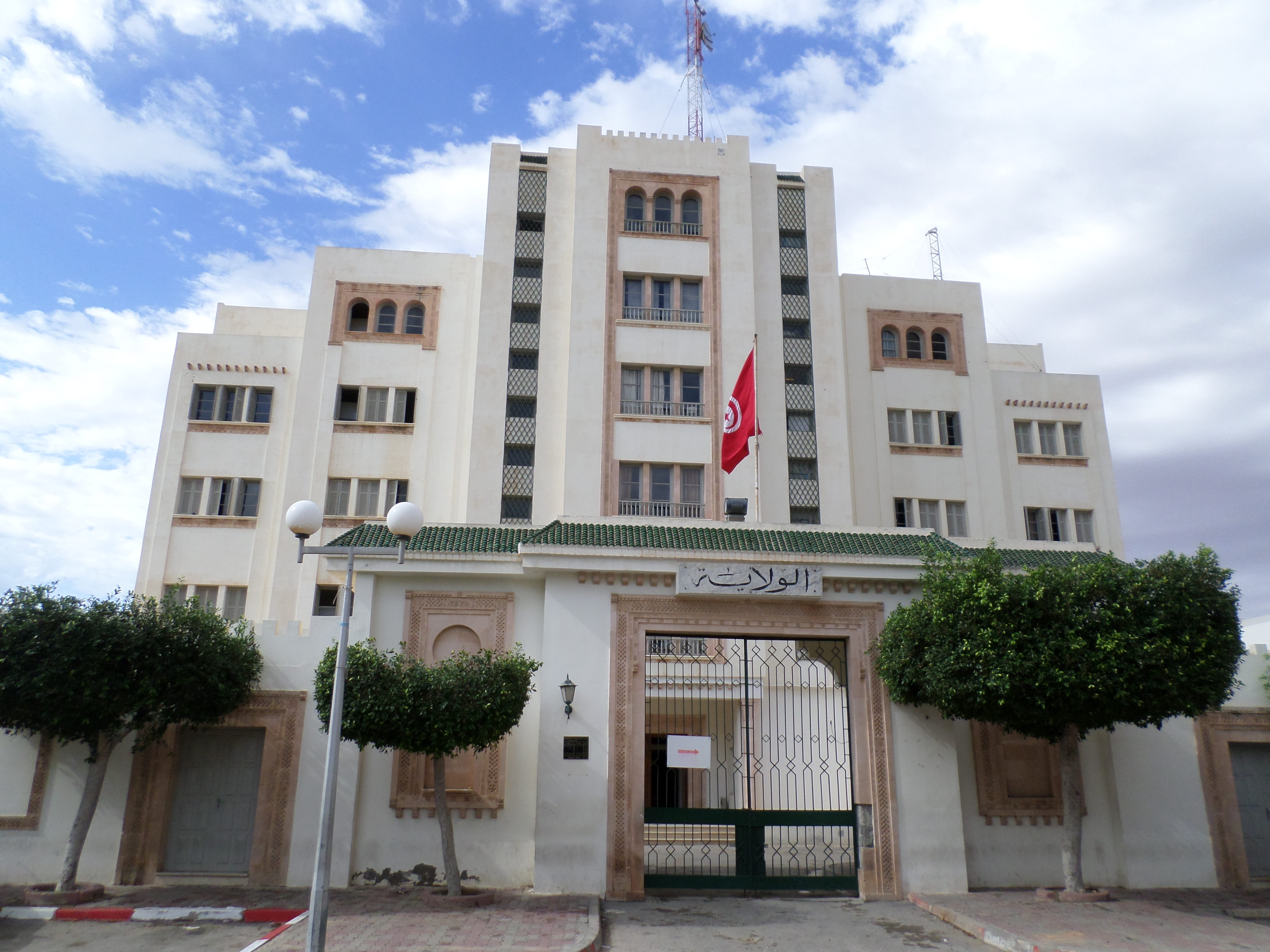
Siège du gouvernorat de Sfax.

Sfax est le chef-lieu du gouvernorat de Sfax, divisé en seize délégations, 17  municipalités et 126 imadas. La ville elle-même est divisée en trois délégations : Sfax Ouest, Sfax Sud et Sfax Ville.

## Économie

### Port

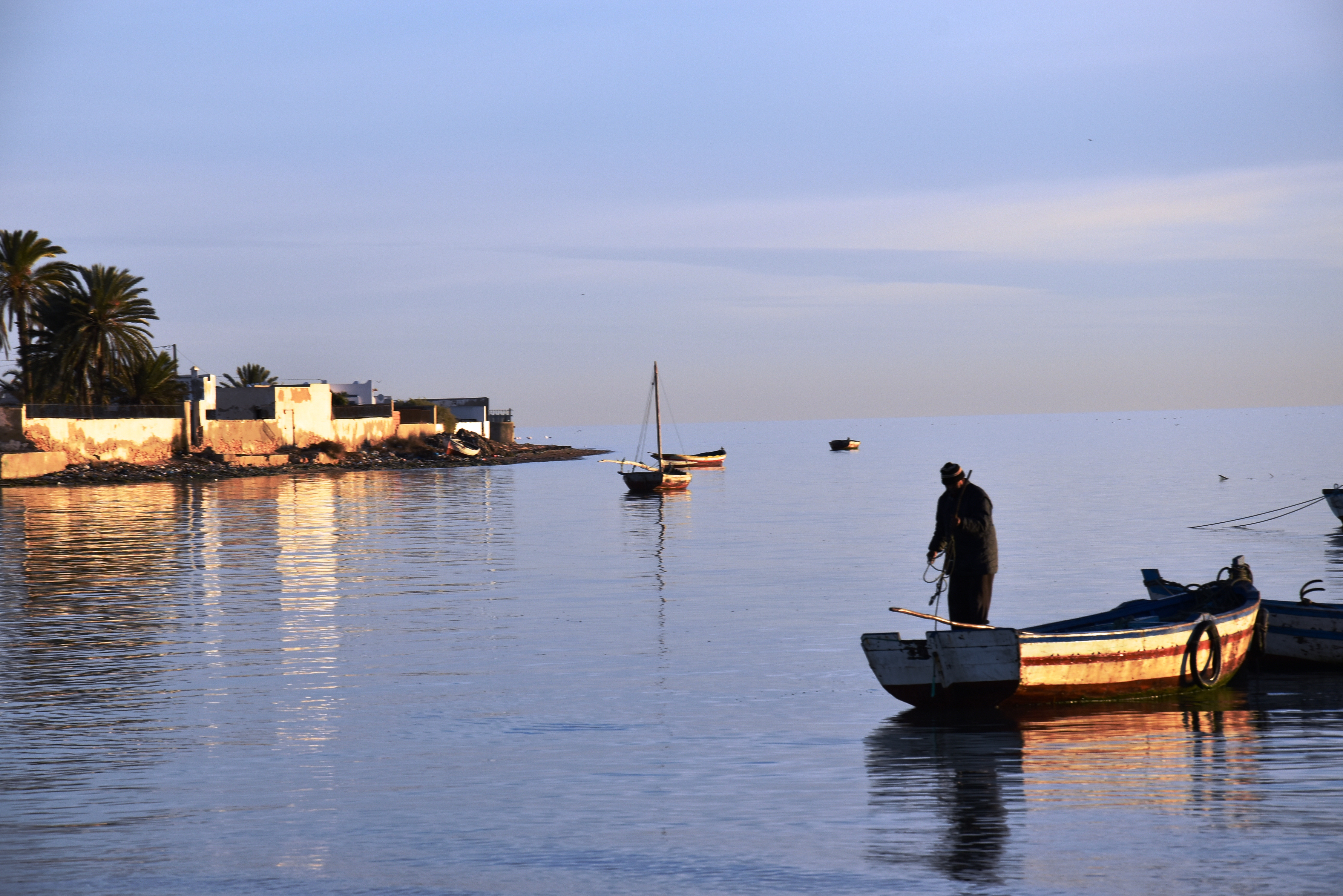
Retour de pêche au large de Sfax.

Sfax est le premier port de commerce de Tunisie quant au trafic (2000) et le second en valeur. Le port possède deux particularités : c'est l'un des rares endroits de la Méditerranée où l'amplitude des marées dépasse 1,50 et deux mètres aux équinoxes et, abrité des vents du large par les îles Kerkennah et les hauts-fonds du golfe de Gabès atténuant les effets des vagues, aucune jetée ou digue n'y est nécessaire. Malgré l'important commerce maritime avec les Kerkennah et le reste du pays, le port est réduit jusqu'en 1886 à un simple appontement de bois de cinquante mètres de long. Un port artificiel est creusé dans les sables et ouvert au trafic en 1891. Mais l'exploitation des phosphates le rend vite insuffisant et un nouveau port est creusé. Comme à Tunis, les produits du dragage servent à gagner du terrain sur la mer. Comme tous les grands ports tunisiens, Sfax a souffert durant la campagne de Tunisie : l'Afrika Korps fait sauter une partie des quais avant de se replier le 11 avril 1943.

### Secteurs

#### Agriculture

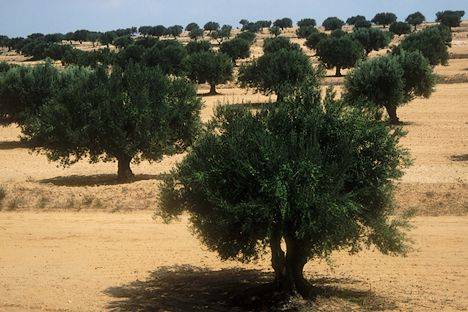
Oliviers de la région de Sfax.

La pêche occupe aussi une place de choix dans l'économie régionale avec une flotte d'environ 300 chalutiers-crevettiers, cinquante thoniers senneurs, 1 500 barques à moteur et 2 000 barques à voile. La ville produit environ 25 000 tonnes de poissons par an, soit le tiers de la production nationale. Une bonne partie de cette pêche est exportée (10 000 tonnes environ) soit 70 % de l'exportation tunisienne des produits de la mer.
Les régions environnantes sont pour leur part axées sur l'agriculture qui constitue leur principale ressource : avec six millions de pieds d'oliviers — certains datant de l'époque romaine — et près de cinq millions d'amandiers, le gouvernorat de Sfax se place ainsi au premier rang des régions productrices d'huile d'olive (38,5 % avec plus de 200 000 tonnes) et d'amandes (30 % de la production nationale). L'élevage représente un secteur tout aussi important de l'économie régionale. Avec 340 000 ovins, 50 000 caprins et près de 30 000 bovins, la région occupe aussi une place de choix dans ce domaine. Une industrie laitière a pris pied dans le sillage de cet élevage intensif et l'on totalise 75 000 tonnes de lait par an.

#### Industrie et tourisme

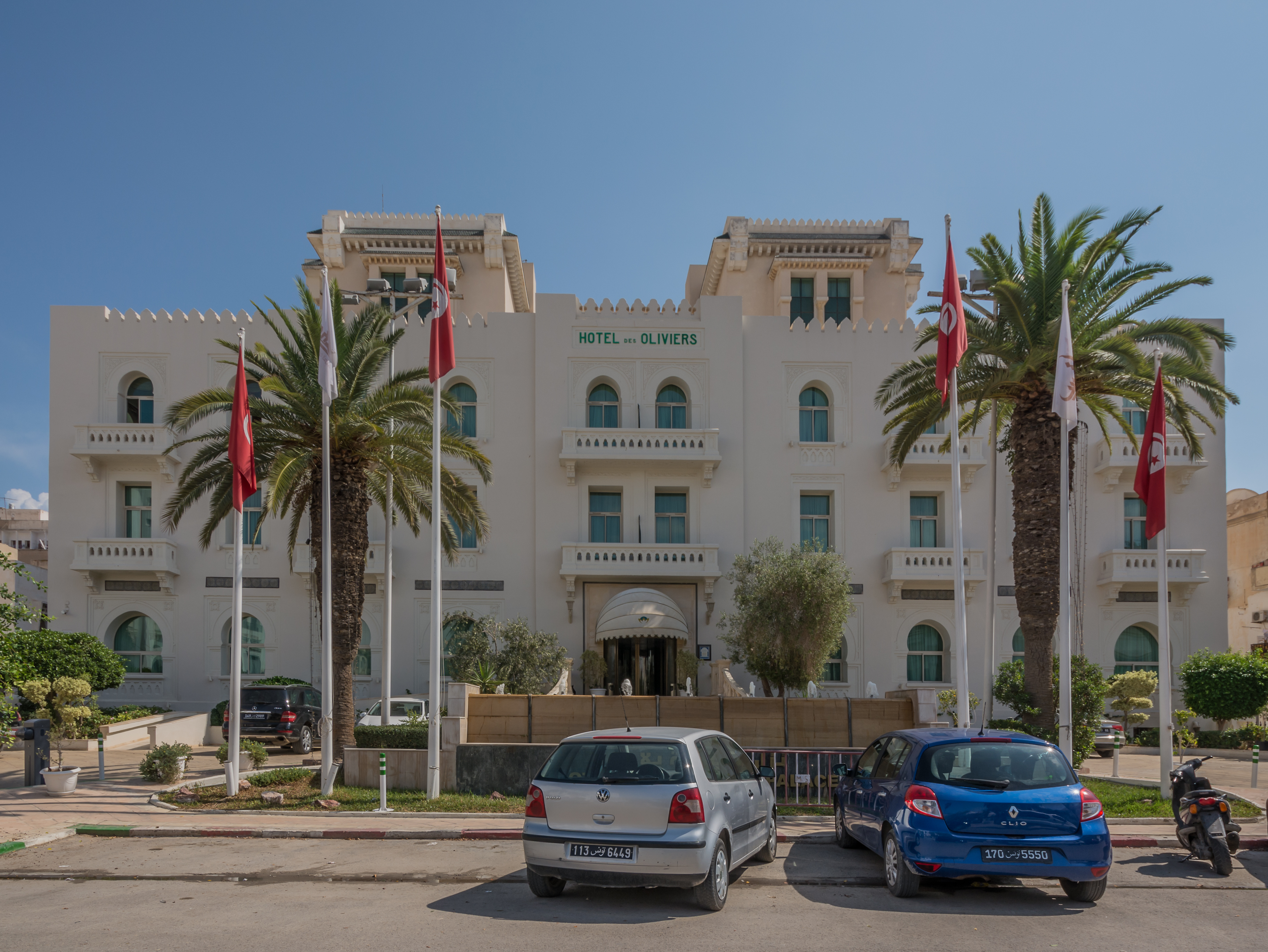
Hôtel Les Oliviers Palace.

Le secteur industriel est en plein développement et les statistiques avancent le chiffre de 4 000 entreprises. Pour ce qui est du secteur touristique, on y dénombre une vingtaine d'hôtels de divers standings. La ville devrait connaître prochainement un renouveau dans ce domaine avec l'achèvement des travaux du projet Taparura lancé le 6 avril 2006 et destiné à réconcilier la ville avec son littoral.
En 2018, la ville de Sfax a accueilli 147 000 touristes pour un total de 287 000 nuitées.

## Transport

### Transport en commun

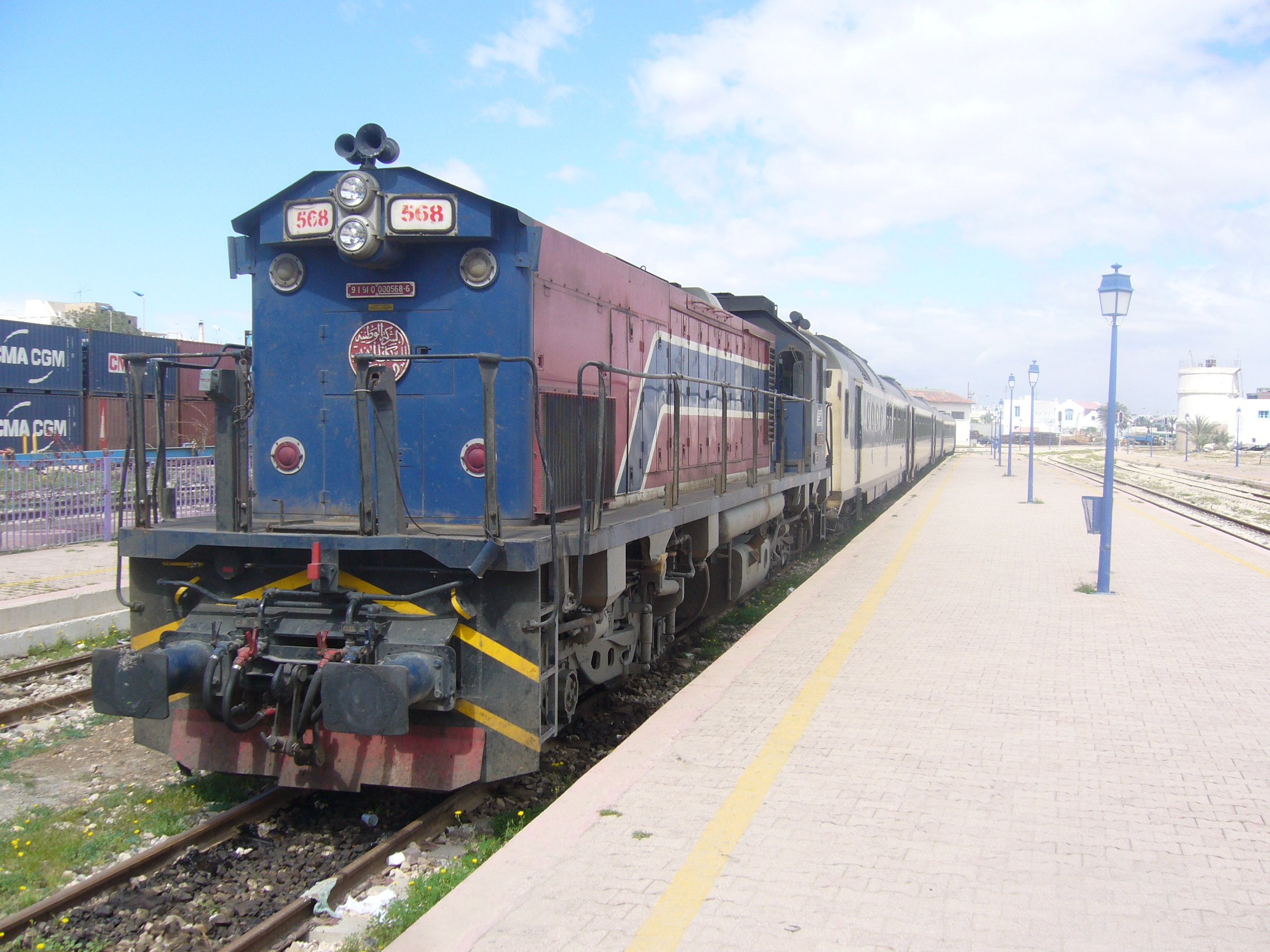
Train en gare de Sfax.

Le secteur du transport en commun est toujours considéré comme le point faible de Sfax. En effet, la Société régionale de transport de Sfax fondée le 17 avril 1963 pour gérer le transport de voyageurs souffre d'un manque de moyens. Disposant au 31 décembre 2009 d'un parc de 369 véhicules relativement usés (sept ans en moyenne) et d'une infrastructure de circulation limitée, la société n'est pas en mesure de respecter les horaires et d'assurer un service de qualité aux clients ; ces derniers favorisent donc l'usage de véhicules personnels ou des taxis collectifs.
La gare de Sfax, située au centre-ville, accueille les trains de la SNCFT en direction ou en provenance de Tunis au nord et Gafsa, Métlaoui et Tozeur d'une part et Gabès d'autre part au sud. La ligne nord est construite entre 1895 et 1912 et la ligne sud entre 1898 et 1909 ; cette dernière est achevée bien avant puisqu'elle permet alors à la Compagnie des phosphates et des chemins de fer de Sfax-Gafsa d'acheminer le phosphate des bassins miniers de l'ouest du pays vers les usines de traitement à Sfax (SIAPE et NPK). Quant au transport des voyageurs sur cette ligne, la durée des trajets y est longue du fait que les voies métriques ne permettent pas d'excéder la vitesse de 60 km/h.
Malgré les nombreuses études réalisées qui ont montré la nécessité d'un métro léger à Sfax, l'État tunisien ne semble pas avoir mis ce projet à l'ordre du jour. Cet investissement important a toujours été repoussé sans développer pour autant le réseau d'autobus.

### Transport aérien

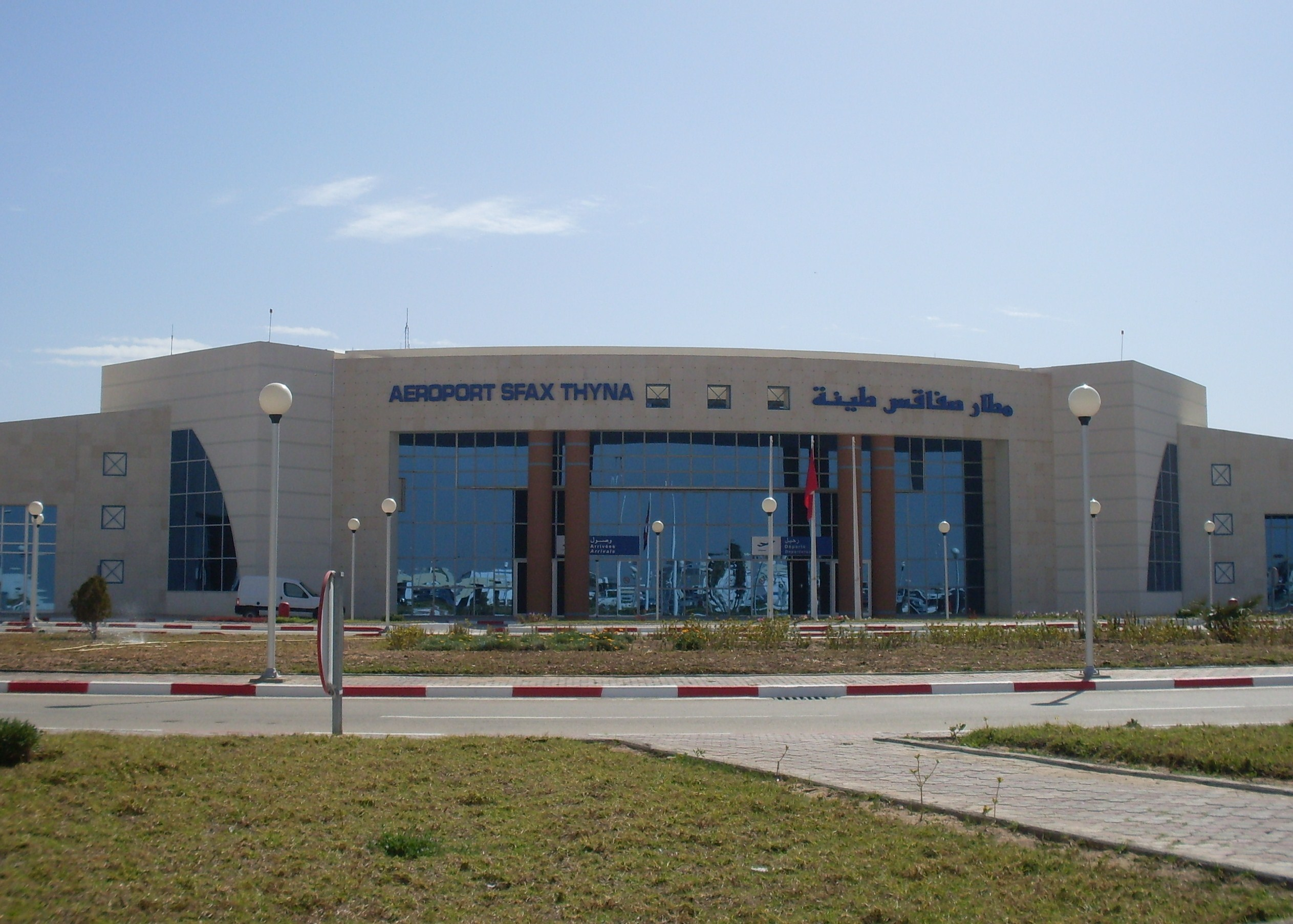
Aérogare de l'aéroport vue depuis le tarmac.

L'aéroport international de Sfax-Thyna, mis en exploitation en 1980, est situé à six kilomètres au sud-ouest de la ville. D'une capacité de 500 000 passagers par an, l'actuelle aérogare s'étend sur 8 000 mètres carrés. Il est sous-exploité durant la présidence Ben Ali. En 2008, après sa rénovation, il n'accueille que 80 000 passagers, soit 16 % de son taux d'exploitation maximum. Les passagers sont alors répartis sur deux vols hebdomadaires avec Paris, quelques vols avec Tripoli et des voyages organisés pour le pèlerinage à La Mecque.
Après la révolution de 2011, des hommes d'affaires de la région se réunissent autour d'un projet de création d'une compagnie aérienne basée à Sfax. Le dossier est déposé par Mohamed Frikha auprès des services concernés du ministère du Transport en juillet 2011 ; le Conseil national de l'aviation civile délivre l'autorisation de démarrage d'activité le 10 septembre. Cette compagnie, baptisée Syphax Airlines, a démarré ses vols en mai 2012, avec deux Airbus A319 devant assurer huit vols par jour à destination de plusieurs villes en France (Paris), Italie, Belgique, Libye, Turquie (Istanbul) et Maroc ; les fondateurs projettent également d'ouvrir des lignes en direction du Moyen-Orient et de l'Amérique du Nord et ce en fonction de la dynamique économique que pourrait connaître le pays.

### Transport maritime

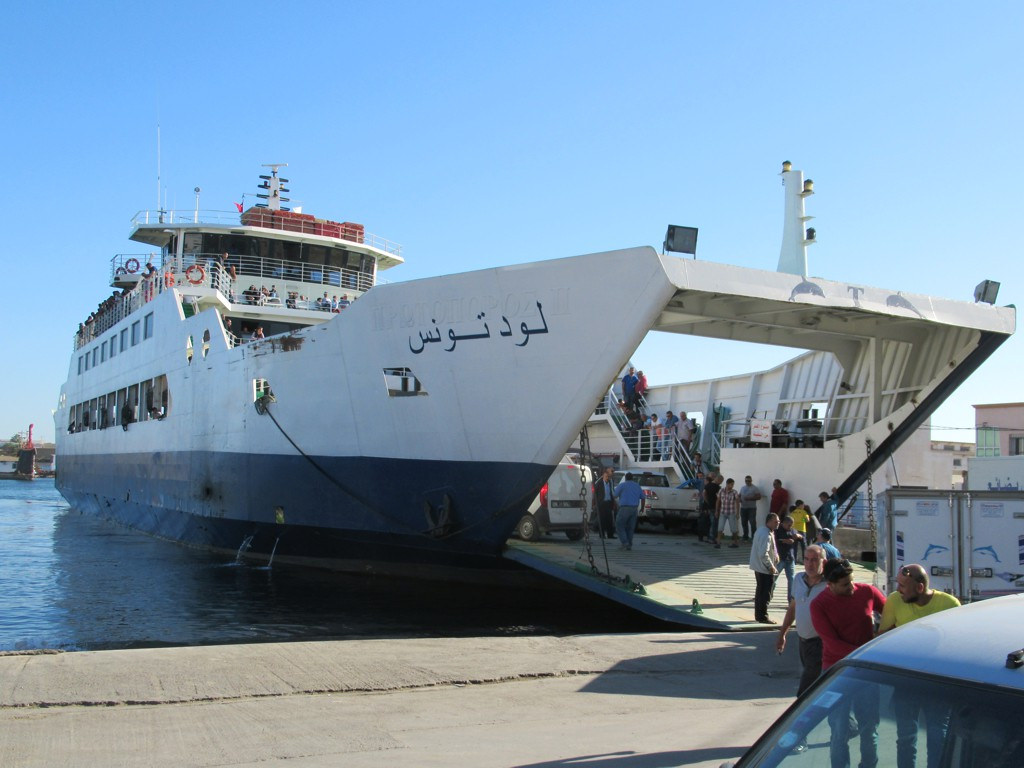
Vue du Loud, qui relie Sfax aux Kerkennah.

Sfax est desservie par un service de bac la reliant à l'archipel des Kerkennah, grâce notamment au navire Loud

## Santé
La ville de Sfax est desservie par un centre hospitalier universitaire financé à hauteur de 140 millions d'euros par la Chine ; cet établissement sanitaire est inauguré le 10 décembre 2020 par le président Kaïs Saïed. Parmi les autres établissements publics figurent la Polyclinique Ibn-Khaldoun et l'hôpital Habib-Bourguiba.
La direction régionale de la santé publique de Sfax est une société dont la fonction est de gérer les affaires de santé publique de Sfax et la situation des établissements sanitaires publics.
Parmi les établissements sanitaires privés figure la clinique Errayhane et la Polyclinique El Bassatine, un établissement pluridisciplinaire ouvert en 1985.

## Sport

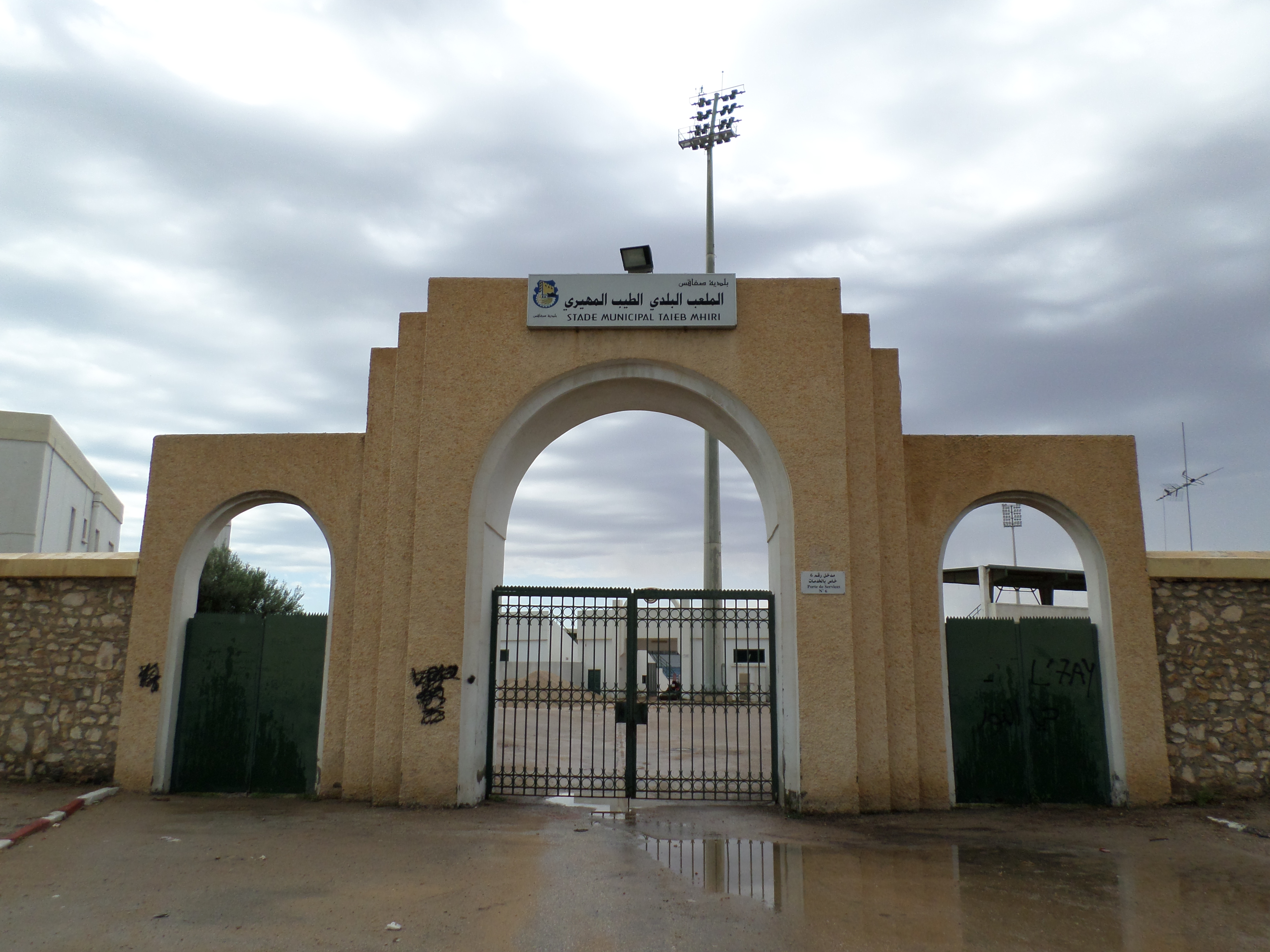
Stade Taïeb-Mehiri, où évolue le Club sportif sfaxien.

La ville de Sfax est considérée comme l'un des pôles sportifs les plus importants du pays avec environ quarante clubs sportifs. Elle compte ainsi quelque 7 200 sportifs pratiquants. Les spécialités pratiquées sont le football, le volley-ball, le handball, le basket-ball, le judo, le tennis, le rugby à XV, l'athlétisme, la boxe, l'haltérophilie, la pétanque et la natation. En termes d'infrastructures, la cité abrite le stade Taïeb-Mehiri, bâti en 1938, mais aussi le stade du 2-Mars, le stade Ceccaldi du nom du docteur Ceccaldi (médecin de la Compagnie des phosphates et des chemins de fer de Sfax-Gafsa), de même qu'une salle de sport.

### Football
Le Club sportif sfaxien (CSS) est l'une des plus prestigieuses équipes sportives de Tunisie. En 2006, elle atteint la finale de la Ligue des champions 2006 contre Al Ahly SC (Égypte). D'autres clubs sportifs de la région, importants par le passé, ont évolué au plus haut niveau, comme l'équipe de la Compagnie des phosphates et des chemins de fer de Sfax-Gafsa (Sfax railway sport) composée d'amateurs jusqu'en 1956, la plupart employés de la compagnie ou artisans comme l'avant-centre Georges Paraskeva (dit Jojo), ou encore le Stade sportif sfaxien (équipe de l'usine SIAPE). Après l'indépendance de la Tunisie la société Sfax-Gafsa est devenue chemins de fer de Tunisie.
En 2004, la ville de Sfax accueille des matchs de football de la Coupe d'Afrique des nations, qui est organisée par la Tunisie, comme le match de quart de finale Algérie-Maroc.

### Volley-ball
Sfax est représenté par deux grands clubs de volley-ball : le Club sportif sfaxien et le Sfax railways sport, le premier évoluant en division nationale avec onze titres et le second en deuxième division avec deux titres.

### Basket-ball
Les joueuses du Club sportif sfaxien représentent la ville en division nationale, où elles ont remporté 19 titres.

### Handball
En janvier 2005, Sfax accueille quelques matchs du premier tour du championnat du monde masculin de handball, notamment le choc du premier tour entre l'Espagne et la Croatie.

### Projet de cité sportive
Au cours de l'année 2008, un appel d'offres est lancé pour la construction d'une nouvelle cité sportive olympique sur un terrain d'une superficie de 42 hectares, à onze kilomètres du centre, sur la route de Gabès. Elle devrait comprendre plusieurs grands espaces sportifs, notamment un stade principal de football d'une capacité d'accueil de 40 000 spectateurs, trois terrains gazonnés pour les entraînements (dont deux en gazon synthétique) ainsi qu'une salle de sport de 9 000 spectateurs. Le complexe devrait également être doté de terrains de tennis, de handball, de basket-ball, de volley-ball ainsi que d'une piscine couverte d'une capacité d'accueil de 500 spectateurs, un terrain de rugby et un centre d'athlétisme. Outre ces nombreuses installations sportives, ce complexe devrait inclure un espace pour l'administration et plusieurs parkings pouvant accueillir jusqu'à 3 700 voitures et 67 autobus.

### Jeux méditerranéens
La ville de Sfax est candidate pour l'organisation des 19e Jeux méditerranéens qui doivent se dérouler à l’automne 2021.

## Radios
- Radio Sfax : fondée le 8 décembre 1961 ;
- Diwan FM : diffusée à partir d'octobre 2015.

## Jumelages
La municipalité de Sfax a signé de nombreux accords de coopération et de jumelage avec diverses villes à travers le monde :
- Dakar (Sénégal) depuis 1965 : un jardin dans les environs de la kasbah est baptisé Jardin de Dakar.
- Marbourg (Allemagne) depuis 1971 : une place en plein centre-ville est baptisée place de Marbourg.
- Casablanca (Maroc) depuis 1981.
- Safi (Maroc) depuis 1982.
- Oran (Algérie) depuis 1989 : un jardin du côté oriental de la médina est baptisé Jardin d'Oran.
- Makhatchkala (Russie) depuis 1990.
- Grenoble (France) depuis 1998 : une place de la cité Sfax-Jadida est baptisée place de Grenoble.